# Manchester
Manchester (phát âm địa phương /ˈmæntʃɪstə/) là một thành phố và khu tự quản vùng đô thị thuộc Đại Manchester, Anh, có dân số là 552.000 vào năm 2021. Thành phố nằm trong vùng đô thị đông dân thứ nhì tại Anh Quốc, với 2,55 triệu người. Manchester bị giới hạn bởi đồng bằng Cheshire về phía nam và dãy Pennine về phía bắc và đông. Một cung các thị trấn kết nối với thành phố tạo thành một khu đô thị liên tục. Chính quyền địa phương là Hội đồng thành phố Manchester.
Lịch sử hình thành của Manchester bắt đầu với khu định cư dân sự gắn với doanh trại của La Mã mang tên Mamucium hay Mancunium, được lập ra vào khoảng năm 79 gần nơi hợp lưu của các sông Medlock và Irwell. Về mặt lịch sử, khu vực Manchester là một phần của Lancashire, song các phần thuộc Cheshire phía nam sông Mersey được hợp nhất vào thành phố trong thế kỷ 20. Trong suốt thời kỳ Trung cổ, Manchester duy trì là một thị trấn thái ấp, song bắt đầu mở rộng "với tốc độ đáng ngạc nhiên" vào khoảng thời gian bước sang thế kỷ 19. Quá trình đô thị hoá không có kế hoạch tại Manchester bắt nguồn từ cuộc bùng nổ của ngành dệt vải trong cách mạng công nghiệp, và kết quả là Manchester trở thành thành phố công nghiệp hoá đầu tiên trên thế giới.
Manchester đạt được vị thế thành phố vào năm 1853. Kênh đào tàu thủy Manchester được khánh thành vào năm 1894, tạo ra cảng Manchester và liên kết thành phố với biển vốn nằm cách 58 km về phía tây. Thành phố suy giảm thịnh vượng sau Chiến tranh thế giới thứ hai, nguyên nhân là phi công nghiệp hoá. Vụ quân đội chính phủ Ireland lâm thời (IRA) đánh bom thành phố vào năm 1996, dẫn đến sự đầu tư và cải tạo trên quy mô lớn.
Năm 2014, GaWC xếp hạng Manchester là một thành phố thế giới hạng beta, là thành phố có thứ hạng cao thứ hai tại Anh Quốc sau Luân Đôn. Manchester là thành phố được tham quan nhiều thứ ba tại Anh Quốc, sau Luân Đôn và Edinburgh. Thành phố được chú ý nhờ kiến trúc, văn hoá, xuất khẩu âm nhạc, liên kết truyền thông, sản phẩm khoa học và công nghệ, tác động xã hội, các câu lạc bộ thể thao và hệ thống giao thông. Ga đường sắt Manchester-Liverpool của thành phố là ga đường sắt chở hành khách liên thành phố đầu tiên trên thế giới. Thành phố cũng đã xuất sắc trong tiến bộ khoa học, vì tại Đại học Manchester năm 1917, nhà khoa học Ernest Rutherford lần đầu tiên tách nguyên tử, vào năm 1948 Frederic C. Williams, Tom Kilburn và Geoff Tootill đã phát triển và xây dựng chương trình lưu trữ máy tính đầu tiên trên thế giới, và vào năm 2004, Andre Geim và Konstantin Novoselov đã phân lập thành công và mô tả graphene đầu tiên.
Manchester được biết đến là địa điểm cho các hoạt động thể thao của các tổ chức khác nhau. Đây là trụ sở của hai câu lạc bộ bóng đá đang chơi ở Premier League, bao gồm biểu tượng của thành phố đội bóng giữ kỷ lục 20 lần vô địch quốc gia Manchester United F.C. và Manchester City F.C. , và đã tổ chức nhiều giải vô địch thế giới các môn khác nhau như đạp xe và bóng quần.

## Tên gọi
Tên gọi Manchester bắt nguồn từ tiếng Latinh là Mamucium hoặc biến thể của nó là Mancunium, và các công dân thành phố vẫn được gọi là Mancunians (/mæŋkˈjuːnɪənz/) trong tiếng Anh. Chúng thường được cho là đại diện của Latinh hoá một tên gọi tiếng Briton gốc, có thể là từ mamm- ("vú", ám chỉ đến "đồi hình cái vú") hoặc là từ mamma ("mẹ", ám chỉ đến một nữ thần sông địa phương). Cả hai ý nghĩa đều được bảo tồn trong các nhóm ngôn ngữ Celt hải đảo, như mam nghĩa là "vú" trong tiếng Ireland và "mẹ" trong tiếng Wales. Hậu tố -chester là tàn tích của ceaster ("công sự; thị trấn công sự phòng thủ") trong tiếng Anh cổ.

## Lịch sử

### Lịch sử ban đầu
Người Brigantes thuộc bộ lạc Celt sống chủ yếu tại khu vực nay là miền bắc nước Anh; họ có một thành luỹ tại địa phương, nơi này hiện là địa điểm của Nhà thờ chính toà Manchester, nằm bên bờ sông Irwell. Lãnh thổ của họ trải rộng qua vùng đất thấp phì nhiêu tại khu vực nay là Salford và Stretford. Sau khi người La Mã chinh phục Anh vào thế kỷ 1, Tướng quân Agricola ra lệnh xây dựng một đồn luỹ tên là Mamucium vào năm 79 nhằm đảm bảo năng lực phòng thủ của La Mã tại Deva Victrix (Chester) và Eboracum (York) trước người Brigantes. Người La Mã có lẽ đã dừng việc cư trú tại Manchester vào khoảng thế kỷ 3; khu định cư dân sự của họ có vẻ bị bỏ hoang vào giữa thế kỷ 3, song đồn luỹ có thể vẫn có sự đóng quân của một đơn vị nhỏ cho đến cuối thế kỷ 3 hoặc đầu thế kỷ 4. Sau khi người La Mã rút đi và người Saxon đến chinh phục, trọng tâm định cư được chuyển đến nơi hợp lưu của sông Irwell và sông Irk vào một thời điểm nào đó trước khi người Norman đến sau năm 1066. Đa phần một khu vực rộng lớn bị tàn phá hoàn toàn khi William nhà chinh phục tiến hành các chiến dịch nhằm khuất phục miền bắc.

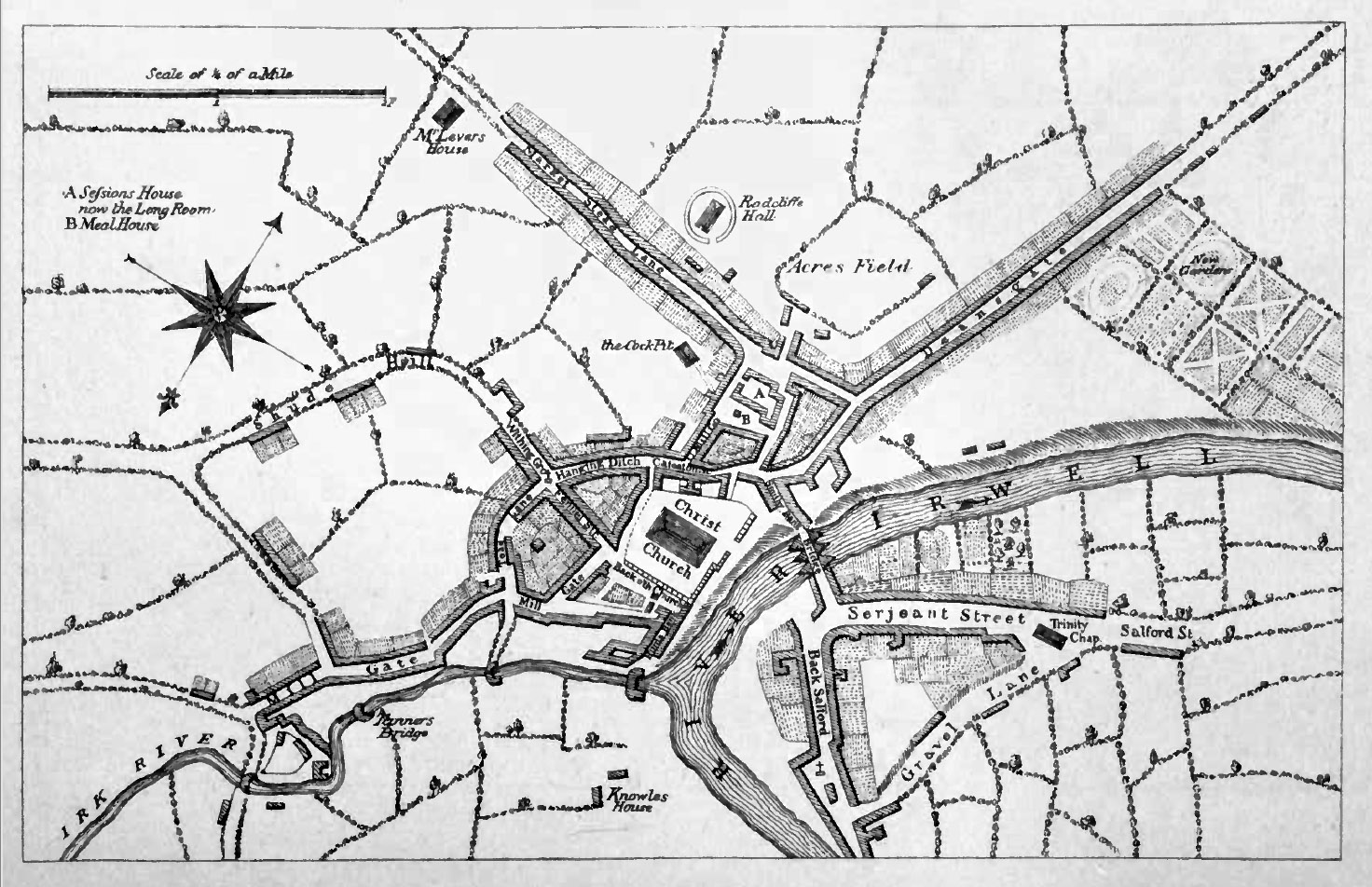
Bản đồ Manchester khoảng 1650

Thomas de la Warre là một lãnh chúa thái ấp, ông thành lập và cho xây dựng một nhà thờ giáo đoàn cho giáo xứ vào năm 1421. Nhà thờ này nay là Nhà thờ chính toà Manchester, khuôn viên nội bộ của Trường Âm nhạc Chetham và Thư viện Chetham. Thư viện Chetham khánh thành vào năm 1653 và đến nay vẫn mở cửa cho công chúng, đây là thư viện tham khảo công cộng miễn phí lâu năm nhất tại Anh Quốc.
Manchester được ghi nhận là có một chợ vào năm 1282. Khoảng thế kỷ 14, Manchester đón nhận dòng thợ dệt người Flanders (nay thuộc Bỉ), sự kiện này đôi khi được cho là mốc hình thành ngành dệt trong khu vực. Manchester trở thành một trung tâm quan trọng về sản xuất và mua bán vải len và vải lanh, và đến khoảng năm 1540, Manchester phát triển đến mức là "thị trấn đẹp nhất, kiến trúc tuyệt nhất, nhanh nhạy nhất và đông dân nhất trên toàn Lancashire", theo lời nhà khảo cổ John Leland. The cathedral and Chetham's buildings are the only significant survivors of Leland's Manchester.
Trong Nội chiến Anh, Manchester ủng hộ mạnh mẽ quyền lợi của Quốc hội. Mặc dù không kéo dài, song Cromwell cấp cho thị trấn quyền bầu cử nghị viên cho họ. Charles Worsley là đại biểu cho thành phố chỉ trong một năm, sau đó ông được bổ nhiệm làm Thiếu tướng của Lancashire, Cheshire và Staffordshire trong thời kỳ chính phủ quân sự. Ông là một tín đồ Thanh giáo sùng đạo, cho đóng cửa các quán rượu và cấm chỉ kỷ niệm Giáng sinh; ông mất vào năm 1656.
Ngành dệt Manchester bắt đầu sử dụng số lượng bông đáng kể sau khoảng năm 1600, ban đầu là vải bông thô lanh/bông, song đến khoảng 1750 vải bông thuần được sản xuất và bông áp đảo len về tầm quan trọng. Irwell và Mersey được cải tạo để tàu bè đi lại vào năm 1736, mở ra một tuyến vận chuyển từ Manchester ra các bến tàu biển tại cửa sông Mersey. Kênh đào Bridgewater là thủy đạo hoàn toàn nhân tạo đầu tiên tại Anh Quốc, được khánh thành vào năm 1761, đưa than đá từ các mỏ tại Worsley đến trung tâm Manchester. Kênh đào được kéo dài đến sông Mersey tại Runcorn vào năm 1776. Kết hợp cạnh tranh và cải thiện hiệu suất giúp giảm một nửa chi phí than đá và giảm một nửa chi phí vận chuyển bông thô. Manchester trở thành thị trường chi phối đối với hàng dệt vải sản xuất tại các thị trấn xung quanh. Một sàn giao dịch hàng hoá được mở cửa vào năm 1729, và có nhiều kho hàng lớn, giúp ích cho thương mại. Năm 1780, Richard Arkwright bắt đầu xây dựng xưởng bông sợi đầu tiên tại Manchester. Vào đầu thập niên 1800, John Dalton hệ thống hoá thuyết nguyên tử của ông tại Manchester.

### Cách mạng công nghiệp
Lịch sử Manchester gắn liền với ngành dệt trong Cách mạng Công nghiệp. Đại đa số việc kéo sợi bông diễn ra trong các thị trấn phía nam Lancashire và phía bắc Cheshire, và Manchester trong một thời gian là trung tâm sản xuất lớn nhất về gia công bông sợi, và sau đó là thị trường lớn nhất thế giới về các mặt hàng bông. Manchester được mệnh danh là "Cottonopolis" (thủ phủ bông) và "Warehouse City" (thành phố kho hàng) trong thời kỳ Victoria. Tại Úc, New Zealand và Cộng hòa Nam Phi, thuật ngữ "manchester" vẫn được sử dụng để chỉ đồ dùng vải lanh gia đình như ga trải giường, vỏ gối, khăn lau. Cách mạng công nghiệp đem đến biến đổi to lớn tại Manchester và mang vai trò chủ chốt trong việc gia tăng dân số tại Manchester.
Manchester bắt đầu phát triển "với mức độ chưa từng thấy" vào khoảng thời gian chuyển giao sang thế kỷ 19 do mọi người kéo đến thành phố tìm việc từ Scotland, Wales, Ireland và các khu vực khác của Anh, nằm trong một quá trình đô thị hoá không có kế hoạch bắt nguồn từ cách mạng công nghiệp. Manchester phát triển đa dạng cao độ các ngành công nghiệp, do đó đến năm 1835 Manchester "không có đối thủ cạnh tranh trong vai trò là thành phố công nghiệp đầu tiên và lớn nhất trên thế giới." Các hãng kỹ thuật ban đầu sản xuất máy móc cho ngành bông, song sau đó đa dạng hoá sang máy móc tổng thể. Tương tự, ngành hoá chất khởi đầu bằng sản xuất thuốc tẩy và thuốc nhuộm, song về sau mở rộng sang các lĩnh vực khác. Thương mại được hỗ trợ từ dịch vụ tài chính như ngân hàng và bảo hiểm.
Thương mại, và cung cấp lương thực cho dân số đang gia tăng, đòi hỏi một cơ sở hạ tầng giao thông và phân phối quy mô lớn, do đó hệ thống kênh đào được mở rộng, và Manchester trở thành điểm cuối của tuyến đường sắt chở khách liên thành thị đầu tiên trên thế giới — Đường sắt Liverpool-Manchester. Cạnh tranh giữa các loại hình giao thông khác nhau giữ cho giá thành thấp. Năm 1878, GPO (tiền thân của British Telecom) cung cấp dịch vụ điện thoại đầu tiên của họ cho một hãng tại Manchester.
Kênh đào tàu thủy Manchester được xây dựng từ năm 1888 đến năm 1894, một số đoạn là kênh đào hoá các sông Irwell và Mersey, tổng chiều dài kênh là 58 km từ Salford đến Eastham Locks tại cửa sông Mersey. Kênh này cho phép tàu đi biển vào được đến cảng Manchester. Khu công nghiệp đầu tiên trên thế giới được tạo nên tại Trafford Park nằm bên bờ kênh, ngay bên ngoài địa giới thành phố. Số lượng lớn máy móc được xuất khẩu ra khắp thế giới, bao gồm máy gia công bông,...

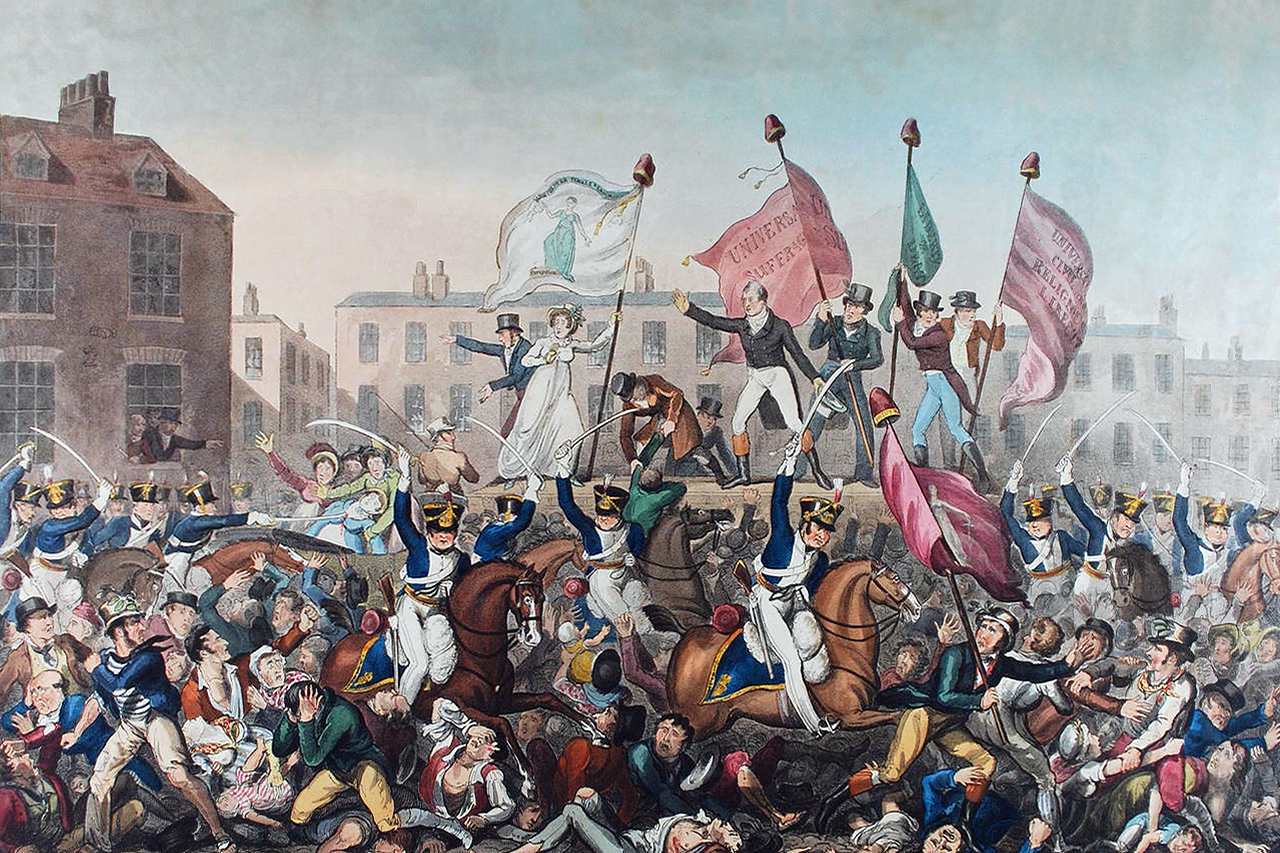
Thảm sát Peterloo vào năm 1819 khiến 15 người chết và vài trăm người bị thương

Do là một trung tâm của chủ nghĩa tư bản, Manchester từng là diễn ra các cuộc bạo loạn về kế sinh nhai và lao động, cùng các yêu cầu về công nhận chính trị lớn hơn cho tầng lớp lao động và không có chức quyền của thành phố. Một cuộc tập hợp như vậy kết thúc bằng cuộc thảm sát Peterloo vào ngày 16 tháng 8 năm 1819. Trường phái kinh tế chủ nghĩa tư bản Manchester được phát triển tại đây, và Manchester là trung tâm của Liên minh chống Luật ngũ cốc từ năm 1838 trở đi. Manchester là một địa điểm đáng chú ý trong lịch sử chủ nghĩa Marx và chính trị tả khuynh; là chủ thể trong tác phẩm Tình cảnh giai cấp công nhân Anh' của Friedrich Engels; Engels dành phần lớn cuộc đời mình tại Manchester và vùng lân cận thành phố, và khi Karl Marx đến Manchester, họ gặp nhau tại Thư viện Chetham. Đại hội Công đoàn Anh lần thứ nhất được tổ chức tại Manchester vào năm 1868. Manchester là một cái nôi quan trọng của Công đảng Anh và phong trào phụ nữ đòi quyền bầu cử.
Manchester có một vị trí đáng chú ý trong lịch sử chủ nghĩa Marx và chính trị cánh tả; là chủ đề của tác phẩm của Friedrich Engels: Điều kiện của giai cấp công nhân ở Anh năm 1844; Engels đã dành phần lớn cuộc đời của mình trong và xung quanh Manchester, và khi Karl Marx đến thăm Manchester, họ đã gặp nhau tại Thư viện của Chetham. Những cuốn sách kinh tế mà Marx đang đọc vào thời điểm đó có thể được nhìn thấy trong thư viện, cũng như chỗ ngồi bên cửa sổ nơi Marx và Engels gặp nhau. Đại hội Công đoàn đầu tiên được tổ chức tại Manchester (tại Viện Cơ học, Phố David), từ ngày 2 đến ngày 6 tháng 6 năm 1868. Manchester là một cái nôi quan trọng của Công Đảng Anh và Phong trào Suffragette.
Vào đương thời, Manchester dường như là nơi mọi thứ có thể xảy ra—các quá trình công nghiệp mới, các cách nghĩ mới (trường phái Manchester, xúc tiến mậu dịch tự do và chủ nghĩa không can thiệp), các tầng lớp hoặc phân nhóm mới trong xã hội, các giáo phái mới, các hình thức mới về tổ chức lao động. Nơi đây thu hút các lữ khách có giáo dục từ khắp Anh Quốc và châu Âu. Một câu châm ngôn ngôn về cảm giác cách tân này vẫn còn tồn tại đến nay "Điều Manchester làm hôm nay, phần còn lại của thế giới làm vào ngày mai." Thời kỳ hoàng kim của Manchester có lẽ là một phần tư cuối của thế kỷ 19. Nhiều toà nhà công cộng lớn (như Toà thị chính Manchester) có niên đại từ giai đoạn này. Bầu không khí quốc tế hoá của thành phố góp phần tạo nên một nền văn hoá sôi nổi, trong đó có Dàn nhạc Hallé. Năm 1889, khi các hội đồng hạt được thiết lập tại Anh, "municipal borough" trở thành một "county borough" với quyền tự trị lớn hơn.
Mặc dù cách mạng công nghiệp đem lại sự thịnh vượng cho thành phố, song nó cũng gây cảnh bần cùng và ô nhiễm cho một phần lớn cư dân. Số lượng các xưởng bông sợi trong địa giới Manchester đạt đến đỉnh điểm là 108 vào năm 1853. Sau đó số lượng bắt đầu giảm và Manchester tuột mất danh hiệu trung tâm lớn nhất về xe sợi bông vào tay Bolton trong thập niên 1850 và Oldham trong thập niên 1860 (nay đều thuộc Đại Manchester). Tuy nhiên, giai đoạn suy thoái này diễn ra trùng với việc thành phố nổi lên thành trung tâm tài chính của khu vực. Manchester tiếp tục gia công bông, và đến năm 1913, 65% vải bông của thế giới được sản xuất trong khu vực. Chiến tranh thế giới thứ nhất làm gián đoạn việc tiếp cận với các thị trường xuất khẩu. Gia công bông tại các nơi khác trên thế giới tăng lên, thường là bằng máy móc sản xuất tại Manchester. Manchester chịu thiệt hại nặng từ Đại khủng hoảng và quá trình biến đổi cấu trúc căn bản bắt đầu thay thế các ngành công nghiệp cũ, trong đó có ngành dệt.

### Từ Thế chiến thứ II
Giống như hầu hết Anh Quốc, khu vực Manchester được huy động với quy mô lớn trong Chiến tranh thế giới thứ hai. Chẳng hạn, đúc và gia công cơ khí tại các xưởng đầu máy xe lửa của Beyer, Peacock and Company tại Gorton được chuyển sang sản xuất bom; xưởng cao su của Dunlop tại Chorlton-on-Medlock sản xuất khí cầu chướng ngại; và ngay bên ngoài thành phố trong khu công nghiệp Trafford Park, các kỹ sư của hãng Metropolitan-Vickers tạo ra các loại máy bay ném bom Avro Manchester và Avro Lancaster, còn Ford tạo nên động cơ Rolls-Royce Merlin để cung cấp lực cho chúng. Manchester do đó là mục tiêu oanh tạc của Không quân Đức, và đến cuối năm 1940 các cuộc không kích được tiến hành chống lại mục tiêu phi quân sự. Đợt không kích lớn nhất là vào đêm 22/23 và 24 tháng 12 năm 1940, ước tính có 474 tấn chất nổ mạnh cộng thêm 37.000 bom cháy được thả xuống. Một phần lớn trung tâm thành phố lịch sử bị tàn phá, trong đó có 165 kho hàng, 200 cơ sở kinh doanh, và 150 văn phòng. 376 người thiệt mạng và 30.000 nhà ở bị thiệt hại. Nhà thờ chính toà Manchester nằm trong số các toà nhà chịu thiệt hại nghiêm trọng nhất; việc khôi phục công trình này mất đến 20 năm.
Gia công và mua bán bông sợi tiếp tục suy thoái trong thời bình, và sàn giao dịch đóng cửa vào năm 1968. Đến năm 1963, cảng Manchester là cảng lớn thứ ba tại Anh Quốc, thuê trên 3.000 lao động, song kênh đào không thể phục vụ các tàu container cỡ lớn đang gia tăng về số lượng. Giao thông suy thoái, và cảng bị đóng cửa vào năm 1982. Ngành công nghiệp nặng bị suy sụp từ thập niên 1960 và thu hẹp rất nhiều do các chính sách kinh tế của chính phủ Margaret Thatcher sau năm 1979. Manchester bị mất 150.000 việc làm trong lĩnh vực sản xuất từ năm 1961 đến năm 1983.
Cải tạo bắt đầu vào cuối thập niên 1980, với các sáng kiến như hệ thống tàu Metrolink, phòng hoà nhạc Bridgewater, hội trường Manchester Arena, và (tại Salford) cải tạo cảng thành Salford Quays. Thành phố hai lần ứng cử đăng cai Thế vận hội, nằm trong một quá trình nâng cao thành tựu quốc tế của thành phố.

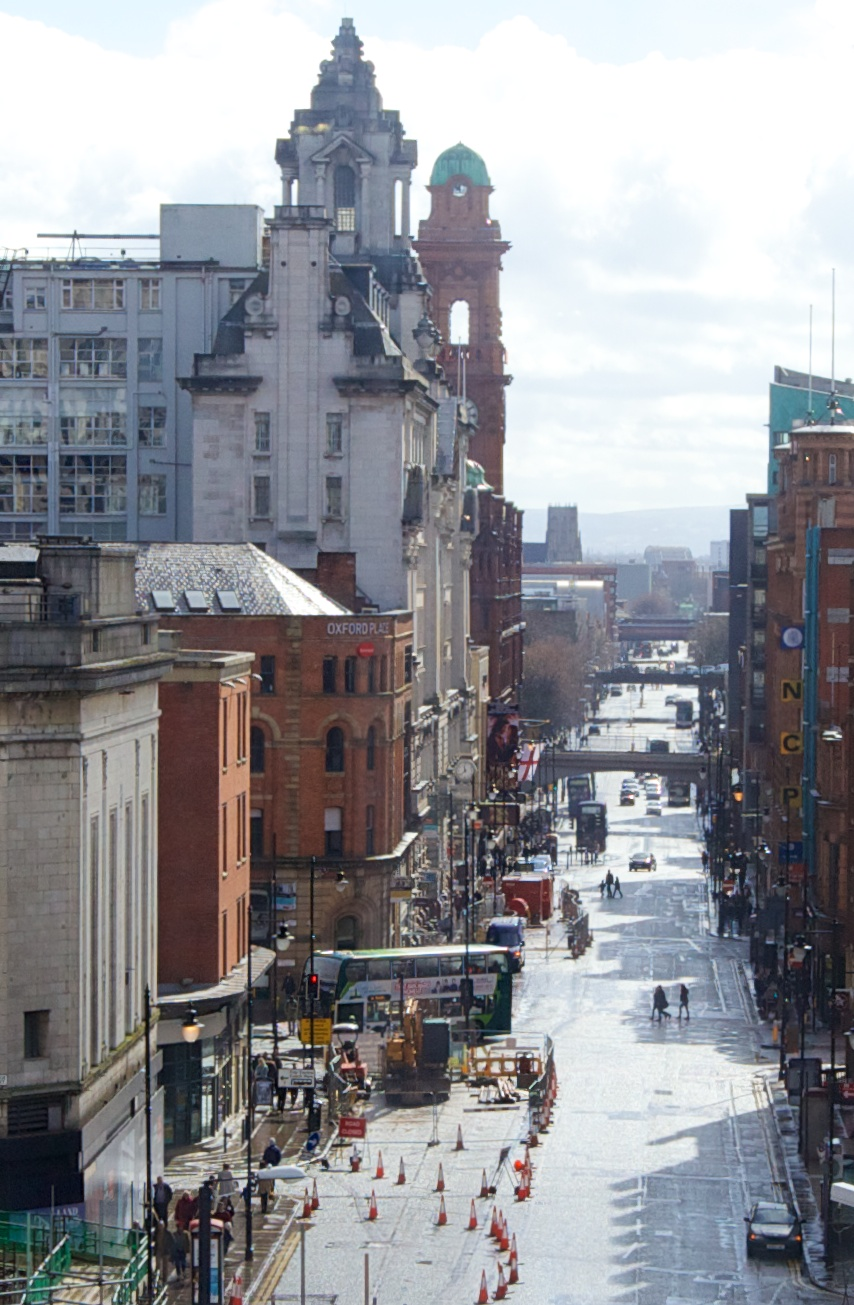
Đường Oxford là một trong các đường chính dẫn vào trung tâm thành phố Manchester.

Manchester có lịch sử hứng chịu các cuộc tấn công có thủ phạm được quy cho những người Ireland cộng hoà, bao gồm "Tử đạo Manchester" vào năm 1867, phóng hoả vào năm 1920, một loạt vụ nổ vào năm 1939, hai vụ đánh bom vào năm 1992. Ngày 15 tháng 6 năm 1996, Quân đội Cộng hoà Ireland Lâm thời (IRA) tiến hành đánh bom Manchester, gây ra vụ nổ lớn bên một cửa hàng bách hoá tại trung tâm thành phố. Đây là vụ nổ lớn nhất trên lãnh thổ Anh Quốc, làm bị thương trên 200 người, gây thiệt hại nặng cho các toà nhà xung quanh, và làm vỡ cửa kính cách đó 800 m. Tổn thất ban đầu ước tính là 50 triệu bảng, song nhanh chóng được điều chỉnh cao hơn. Chi trả bảo hiểm cuối cùng là trên 400 triệu bảng, nhiều cơ sở kinh doanh bị ảnh hưởng đến mức không thể khôi phục sau tổn thất.
Được thúc đẩy từ đầu tư sau vụ đánh bom năm 1996, và giúp ích từ đăng cai Đại hội thể thao Thịnh vượng chung 2002, trung tâm thành phố Manchester trải qua cải tạo quy mô lớn. Các tổ hợp mới hoặc được cải tạo như The Printworks và Corn Exchange trở thành các địa điểm phổ biến về mua sắm, ẩm thực và giải trí. Manchester Arndale là trung tâm mua sắm tại trung tâm thành phố thuộc hàng lớn nhất Anh Quốc.
Nhiều phần rộng lớn của thành phố có niên đại từ thập niên 1960 đã bị phá bỏ và tái phát triển hoặc hiện đại hoá bằng cách sử dụng kính và thép. Các xưởng cũ được chuyển đổi thành các căn hộ hiện đại, Hulme trải qua các chương trình cải tạo quy mô lớn, và các căn hộ thông tầng giá triệu bảng được phát triển từ đó. Tháp Beetham hoàn thành năm 2006 với chiều cao 169 m, là toà nhà cao nhất Anh Quốc bên ngoài Luân Đôn và khi hoàn thành nó là khu nhà ở cao nhất tại châu Âu. Trong tháng 1 năm 2007, thể chế độc lập Casino Advisory Panel trao cho Manchester một giấy phép xây dựng siêu sòng bạc duy nhất tại Anh Quốc, tuy nhiên kế hoạch chính thức bị huỷ bỏ vào tháng 2 năm 2008. Ngày 22 tháng 5 năm 2017, 22 người thiệt mạng và 120 người bị thương trong vụ đánh bom Manchester Arena, đây là một vụ đánh bom tự sát và gây tổn thất nhân mạng cao nhất tại Anh Quốc kể từ năm 2005.
Khoảng thời gian bước sang thế kỷ 21, Manchester được nhìn nhận bởi một bộ phận báo chí quốc tế, công chúng Anh Quốc, và các bộ trưởng chính phủ là thành phố lớn thứ nhì tại Anh Quốc. BBC tường thuật rằng các bước tái phát triển thời gian qua giúp củng cố tuyên bố rằng Manchester là thành phố lớn thứ nhì Anh Quốc. Manchester và Birmingham có truyền thống cạnh tranh về danh hiệu phi chính thức này.

## Cai quản

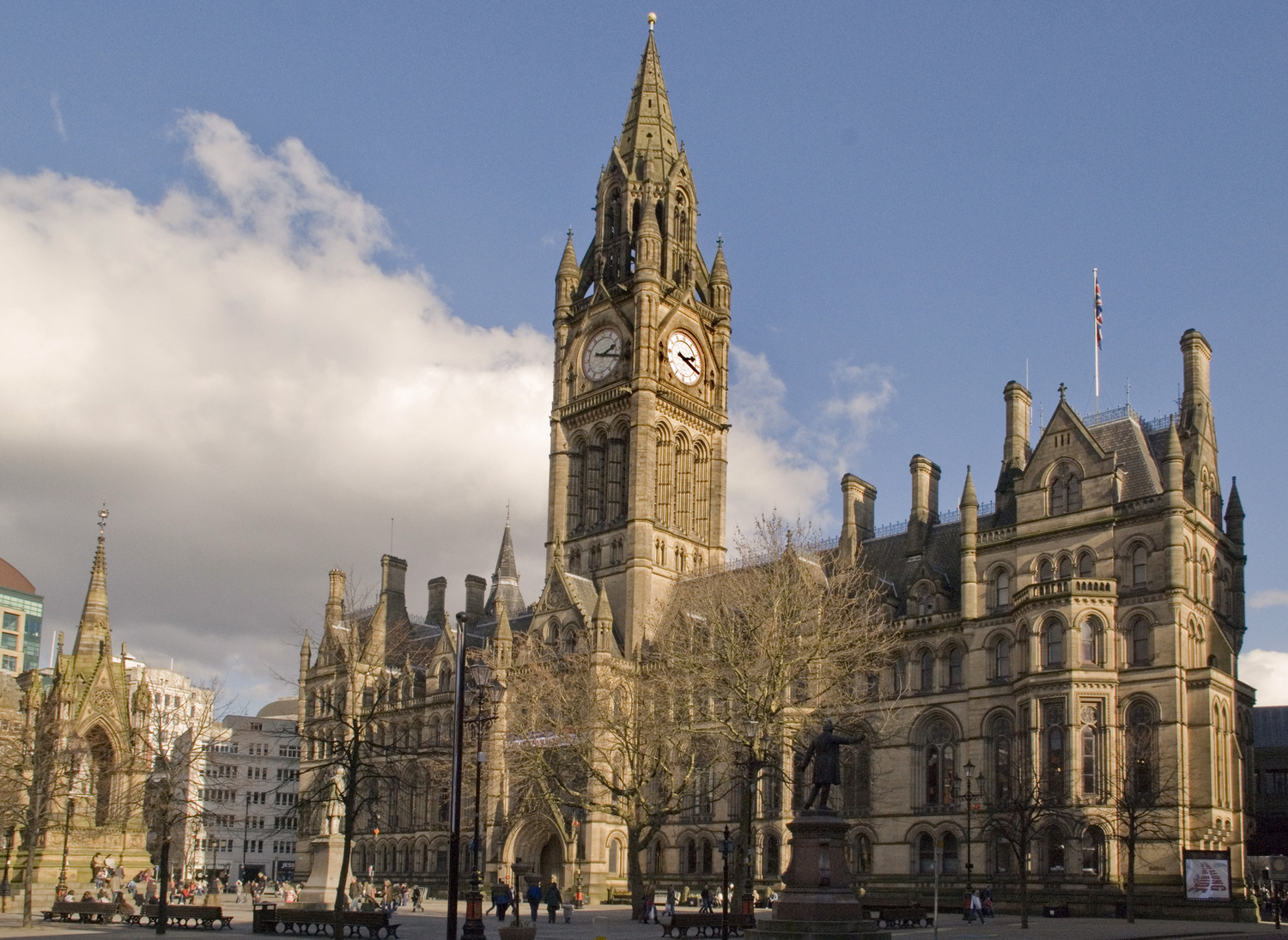
Toà thị chính Manchester tại quảng trường Albert là trụ sở của chính quyền địa phương, đây là một điển hình về kiến trúc Gothic phục hưng thời kỳ Victoria.

Thành phố Manchester nằm dưới quyền quản lý của Hội đồng thành phố Manchester. Hội đồng hạt Đại Manchester trước đó bị bãi bỏ vào năm 1986 và do đó hội đồng thành phố trong thực tiễn là một chính quyền nhất thể. Manchester là thành viên của Nhóm các thành phố hạt nhân tại Anh từ khi khởi đầu vào năm 1995.
Thị trấn Manchester được cấp hiến chương bởi Thomas Grelley vào năm 1301, song bị mất vị thế đô thị tự trị (borough) trong một vụ tố tụng tại toà án vào năm 1359. Cho đến thế kỷ 19, chính quyền địa phương phần lớn nằm trong tay các toà án thái ấp, toà cuối cùng bị giải thể vào năm 1846.
Từ thời kỳ trước, thị trấn Manchester nằm trong ranh giới hạt lịch sử hoặc nghi lễ của Lancashire. Pevsner viết rằng "Việc Stretford và Salford [lân cận] không phải là một phần với Manchester về hành chính là một trong những điều dị thường kỳ lạ nhất tại Anh". Một nét bút của một nam tước người Norman được cho là phân chia Manchester và Salford, song không phải là Salford tách khỏi Manchester, mà là Manchester thuộc về dòng dõi lãnh chúa thấp kém đã tách khỏi Salford. Việc chia tách này dẫn đến Salford trở thành trụ sở tư pháp của Salfordshire, một khu vực gồm giáo xứ cổ Manchester. Manchester sau đó thành lập Liên hiệp pháp luật riêng của mình với tên gọi "Manchester". Năm 1792, các uỷ viên hội đồng—thường gọi là "uỷ viên hội đồng cảnh sát"—được thiết lập để cải tiến xã hội Manchester. Manchester giành lại vị thế đô thị tự trị vào năm 1838, và bao gồm các thị trấn Beswick, Cheetham Hill, Chorlton upon Medlock và Hulme. Đến năm 1846, do dân số gia tăng và công nghiệp hoá cao hơn, Hội đồng đô thị được giao quyền lực của "uỷ viên hội đồng cảnh sát". Năm 1853, Manchester được cấp vị thế thành phố tại Anh Quốc.
Năm 1885, Bradford, Harpurhey, Rusholme và bộ phận của Moss Side và Withington được nhập vào địa giới của thành phố Manchester. Năm 1889, thành phố trở thành một đô thị cấp hạt giống như nhiều đô thị lớn tại Lancashire, và do đó không chịu sự cai quản của Hội đồng hạt Lancashire. Từ năm 1890 đến năm 1933, có thêm nhiều khu vực được sáp nhập vào thành phố từ phạm vi của Hội đồng hạt Lancashire, gồm các làng cũ như Burnage, Chorlton-cum-Hardy, Didsbury, Fallowfield, Levenshulme, Longsight và Withington. Năm 1931, các giáo xứ dân sự của Cheshire là Baguley, Northenden và Northen Etchells nằm ở phía nam sông Mersey được sáp nhập vào Manchester. Năm 1974, theo Đạo luật chính quyền địa phương 1972, thành phố Manchester trở thành một huyện đô thị của hạt vùng đô thị Đại Manchester. Trong năm đó, thị trấn Ringway có sân bay Manchester được sáp nhập vào thành phố.
Đến tháng 11 năm 2014, chính quyền công bố rằng Đại Manchester sẽ tiếp nhận một thị trưởng được bầu trực tiếp mới. Thị trưởng sẽ kiểm soát ngân sách về y tế, giao thông, nhà ở và cảnh sát trong khu vực. Động thái này được gán tên là "Devo Manc", một cách chơi chữ cụm từ Devo Max.

## Địa lý

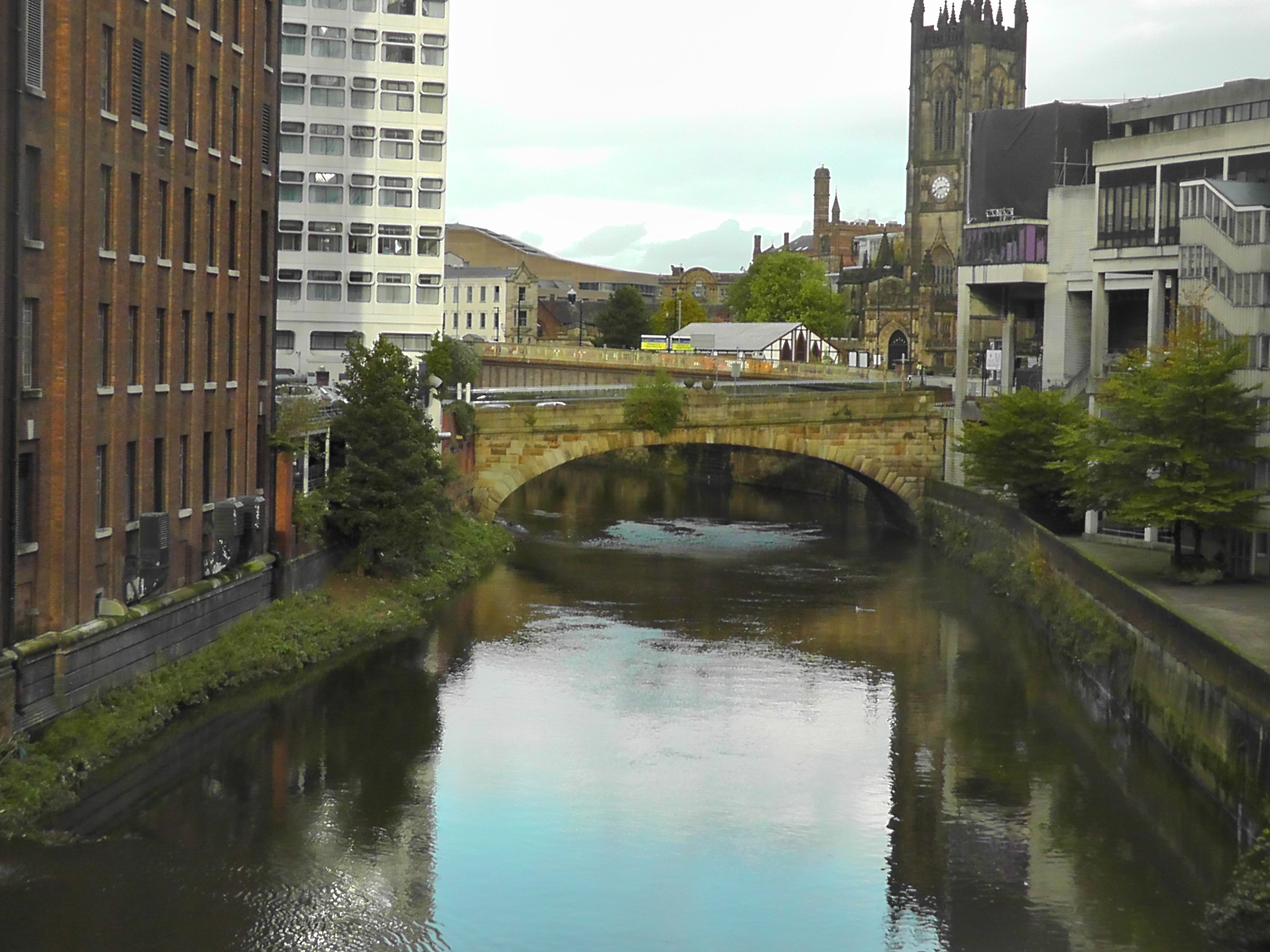
Sông Irwell nhìn từ cầu Blackfriar

Manchester nằm cách 260 km về phía tây bắc của thủ đô Luân Đôn, trên một khu vực đất hình bát giáp với dãy Pennine về phía bắc và đông, một chuỗi vùng cao chạy theo chiều dài của miền bắc nước Anh và phía nam giáp với đồng bằng Cheshire. Manchester nằm cách hơn 50 km về phía đông bắc của Liverpool và cũng cách hơn 50 km về phía tây bắc của Sheffield, do đó là điểm giữa hai thành phố trên. Trung tâm thành phố nằm trên bờ đông của sông Irwell, gần nơi nó hợp lưu với các sông Medlock và Irk, và tương đối thấp, cao từ 35 đến 42 m so với mực nước biển. Sông Mersey chảy qua phần phía nam Manchester. Phần lớn nội thị có địa hình bằng phẳng, đặc biệt là tại phần phía nam, tạo ra tầm nhìn rộng từ nhiều toà nhà cao tầng trong thành phố đến các phần chân núi và đồng hoang thuộc dãy Pennine, các đỉnh của dãy núi này có thể bị tuyết phủ trong những tháng mùa đông. Các đặc điểm địa lý của Manchester chịu ảnh hưởng lớn từ quá trình phát triển ban đầu tại thành phố do đây là thành phố công nghiệp hoá đầu tiên của thế giới. Các đặc điểm này là khí hậu hậu địa phương, vị trí nằm gần một hải cảng tại Liverpool, có thể sử dụng sức nước trên các sông, và có các trữ lượng than đá gần đó.

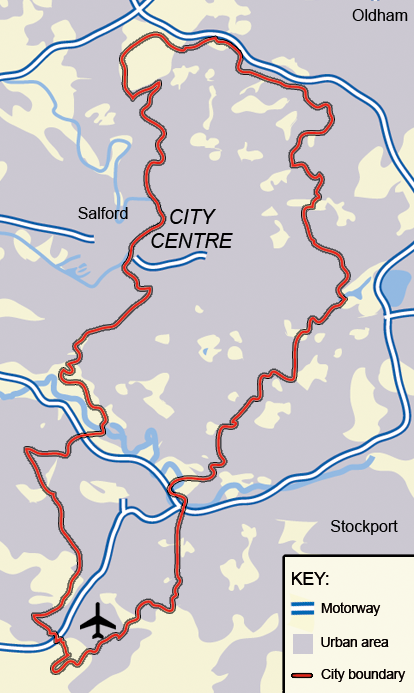
Thành phố Manchester, các khu vực đô thị hoá chiếm áp đảo đất sử dụng

Tên gọi Manchester mặc dù về chính thức chỉ áp dụng cho huyện đô thị thuộc Đại Manchester, song nó cũng được dùng cho các nơi khác, có phạm vi lãnh thổ rộng hơn, đặc biệt là khắp phần lớn Đại Manchester. "Vùng thành phố Manchester", "đô thị bưu chính Manchester" và "phí tắc nghẽn Manchester" là các điển hình.
Nhằm mục đích thống kê cho Văn phòng Thống kê Quốc gia Anh Quốc, Manchester tạo thành khu dân cư đông dân nhất trong khu vực đô thị Đại Manchester, khu thành thị lớn thứ hai Anh Quốc. Tồn tại đan xen giữa các khu vực đô thị có mật độ cao và các khu ngoại ô tại Manchester. Không gian mở lớn nhất thành phố với diện tích 260 ha, là Công viên Heaton. Manchester liền kề với một số khu dân cư lớn trên tất cả các hướng, ngoại trừ một đoạn nhỏ dọc ranh giới phía nam giáp Cheshire. Các xa lộ M60 và M56 đi qua phần phía nam của Manchester, lần lượt qua Northenden và Wythenshawe. Các tuyến đường sắt nặng tiến vào thành phố từ mọi phía, điểm đến chủ yếu là ga Manchester Piccadilly.

### Khí hậu
Manchester có khí hậu đại dương ôn hoà, giống như phần lớn quần đảo Anh, có mùa hè ấm áp và mùa đông mát mẻ. Nhiệt độ ban ngày cao nhất vào mùa hè thường xuyên là 20 °C, thường lên đến 25 °C trong những ngày nắng suốt từ tháng 7 đến tháng 8. Trong những năm gần đây, nhiệt độ đạt trên 30 °C trong một số đợt. Trong mùa đông, nhiệt độ hiếm khi xuống dưới mức đóng băng. Lượng mưa thấp đều đặn quanh năm, Lượng mưa bình quân hàng năm tại thành phố là 806,6 mm trong khi mức trung bình của Anh Quốc là 1.125 mm, và số ngày mưa trung bình là 140,4 ngày mỗi năm, so với mức bình quân của Anh Quốc là 154,4. Tuy vậy, Manchester có mức độ ẩm tương đối cao, và có nguồn cung phong phú về nước mềm, chúng nằm trong các nhân tố dẫn đến địa phương hoá ngành dệt trong khu vực. Tuyết ít khi rơi tại thành phố do tác động từ khí hậu đô thị. Tuy nhiên, các đồi thuộc dãy Pennine và Rossendale Forest xung quanh phía đông và bắc thành phố có nhiều tuyết hơn và các tuyến đường ra khỏi thành phố có thể bị đóng cửa do tuyết. đáng chú ý là đường A62 qua Oldham và Standedge, đường A57 (đèo Snake) hướng đến Sheffield, và đường M62 qua đồng hoang Saddleworth. Nhiệt độ thấp nhất từng được ghi nhận tại Manchester là −17,6 °C (0,3 °F) vào ngày 7 tháng 1 năm 2010.
| Dữ liệu khí hậu của Đường vành đai Manchester                        | Dữ liệu khí hậu của Đường vành đai Manchester | Dữ liệu khí hậu của Đường vành đai Manchester | Dữ liệu khí hậu của Đường vành đai Manchester | Dữ liệu khí hậu của Đường vành đai Manchester | Dữ liệu khí hậu của Đường vành đai Manchester | Dữ liệu khí hậu của Đường vành đai Manchester | Dữ liệu khí hậu của Đường vành đai Manchester | Dữ liệu khí hậu của Đường vành đai Manchester | Dữ liệu khí hậu của Đường vành đai Manchester | Dữ liệu khí hậu của Đường vành đai Manchester | Dữ liệu khí hậu của Đường vành đai Manchester | Dữ liệu khí hậu của Đường vành đai Manchester | Dữ liệu khí hậu của Đường vành đai Manchester |
| Tháng                                                                | 1                                             | 2                                             | 3                                             | 4                                             | 5                                             | 6                                             | 7                                             | 8                                             | 9                                             | 10                                            | 11                                            | 12                                            | Năm                                           |
| -------------------------------------------------------------------- | --------------------------------------------- | --------------------------------------------- | --------------------------------------------- | --------------------------------------------- | --------------------------------------------- | --------------------------------------------- | --------------------------------------------- | --------------------------------------------- | --------------------------------------------- | --------------------------------------------- | --------------------------------------------- | --------------------------------------------- | --------------------------------------------- |
| Cao kỉ lục °C (°F)                                                   | 14.3 (57.7)                                   | 16.5 (61.7)                                   | 21.7 (71.1)                                   | 25.1 (77.2)                                   | 26.7 (80.1)                                   | 31.3 (88.3)                                   | 32.2 (90.0)                                   | 33.7 (92.7)                                   | 28.4 (83.1)                                   | 25.6 (78.1)                                   | 17.7 (63.9)                                   | 15.1 (59.2)                                   | 33.7 (92.7)                                   |
| Trung bình ngày tối đa °C (°F)                                       | 7.3 (45.1)                                    | 7.6 (45.7)                                    | 10.0 (50.0)                                   | 12.6 (54.7)                                   | 16.1 (61.0)                                   | 18.6 (65.5)                                   | 20.6 (69.1)                                   | 20.3 (68.5)                                   | 17.6 (63.7)                                   | 13.9 (57.0)                                   | 10.0 (50.0)                                   | 7.4 (45.3)                                    | 13.5 (56.3)                                   |
| Trung bình ngày °C (°F)                                              | 4.5 (40.1)                                    | 4.6 (40.3)                                    | 6.7 (44.1)                                    | 8.8 (47.8)                                    | 11.9 (53.4)                                   | 14.6 (58.3)                                   | 16.6 (61.9)                                   | 16.4 (61.5)                                   | 14.0 (57.2)                                   | 10.7 (51.3)                                   | 7.1 (44.8)                                    | 4.6 (40.3)                                    | 10.0 (50.0)                                   |
| Tối thiểu trung bình ngày °C (°F)                                    | 1.7 (35.1)                                    | 1.6 (34.9)                                    | 3.3 (37.9)                                    | 4.9 (40.8)                                    | 7.7 (45.9)                                    | 10.5 (50.9)                                   | 12.6 (54.7)                                   | 12.4 (54.3)                                   | 10.3 (50.5)                                   | 7.4 (45.3)                                    | 4.2 (39.6)                                    | 1.8 (35.2)                                    | 6.6 (43.9)                                    |
| Thấp kỉ lục °C (°F)                                                  | −12.0 (10.4)                                  | −13.1 (8.4)                                   | −9.7 (14.5)                                   | −4.9 (23.2)                                   | −1.7 (28.9)                                   | 0.8 (33.4)                                    | 5.4 (41.7)                                    | 3.6 (38.5)                                    | 0.8 (33.4)                                    | −4.7 (23.5)                                   | −7.5 (18.5)                                   | −13.5 (7.7)                                   | −13.5 (7.7)                                   |
| Lượng Giáng thủy trung bình mm (inches)                              | 72.3 (2.85)                                   | 51.4 (2.02)                                   | 61.2 (2.41)                                   | 54.0 (2.13)                                   | 56.8 (2.24)                                   | 66.1 (2.60)                                   | 63.9 (2.52)                                   | 77.0 (3.03)                                   | 71.5 (2.81)                                   | 92.5 (3.64)                                   | 81.5 (3.21)                                   | 80.7 (3.18)                                   | 828.8 (32.63)                                 |
| Số ngày giáng thủy trung bình (≥ 1.0 mm)                             | 13.1                                          | 9.7                                           | 12.3                                          | 11.2                                          | 10.4                                          | 11.1                                          | 10.9                                          | 12.0                                          | 11.1                                          | 13.6                                          | 14.1                                          | 13.5                                          | 142.9                                         |
| Số ngày tuyết rơi trung bình                                         | 6                                             | 5                                             | 3                                             | 2                                             | 0                                             | 0                                             | 0                                             | 0                                             | 0                                             | 0                                             | 1                                             | 3                                             | 20                                            |
| Độ ẩm tương đối trung bình (%)                                       | 87                                            | 86                                            | 85                                            | 85                                            | 85                                            | 87                                            | 88                                            | 89                                            | 89                                            | 89                                            | 88                                            | 87                                            | 88                                            |
| Số giờ nắng trung bình tháng                                         | 52.5                                          | 73.9                                          | 99.0                                          | 146.9                                         | 188.3                                         | 172.5                                         | 179.7                                         | 166.3                                         | 131.2                                         | 99.3                                          | 59.5                                          | 47.1                                          | 1.416,2                                       |
| Nguồn 1: Met Office NOAA (relative humidity and snow days 1961-1990) |                                               |                                               |                                               |                                               |                                               |                                               |                                               |                                               |                                               |                                               |                                               |                                               |                                               |
| Nguồn 2: KNMI                                                        |                                               |                                               |                                               |                                               |                                               |                                               |                                               |                                               |                                               |                                               |                                               |                                               |                                               |

## Nhân khẩu
Cấu trúc chủng tộc, 2011
Dân số Manchester bắt đầu gia tăng nhanh chóng vào thời kỳ Victoria, đạt đỉnh là 766.311 vào năm 1931. Từ đó, dân số bắt đầu giảm nhanh chóng, nguyên nhân là dọn dẹp khu ổ chuột và tăng cường xây dựng các khu nhà ở xã hội giãn dân của Hội đồng thành phố Manchester sau chiến tranh thế giới thứ hai, như Hattersley và Langley.
Theo ước tính giữa năm 2012, dân số Manchester là 510.700. Con số này tăng 7.900, hay 1,6%, so với ước tính giữa năm 2011. Từ năm 2001, dân số gia tăng 87.900, hay 20,8%. Manchester là khu vực tăng trưởng dân số nhanh thứ ba trong điều tra nhân khẩu năm 2011. Tại Anh Quốc, thành phố có tỷ lệ tăng trưởng dân số cao thứ nhì sau Luân Đôn, với 19% so với mốc 500.000. Dân số Manchester được dự tính đạt 532.200 vào năm 2021, tăng 5,8% so với 2011. Con số này thấp hơn mức tăng trưởng thập niên trước.
Khu vực đô thị Đại Manchester có dân số đạt 2.553.400 theo ước tính năm 2011. Ước tính có 2.702.200 người sống tại Đại Manchester theo ước tính năm 2012. 6.547.000 người sống trong bán kính 50 km từ Manchester (ước tính năm 2012) và 11.694.000 sống trong bán kính 80 km (ước tính năm 2012). Từ đầu tháng 7 năm 2011 đến cuối tháng 6 năm 2012 (mốc ước tính giữa năm), số ca sinh vượt số ca tử là 4.800. Di cư (nội địa và quốc tế) và các thay đổi khác tạo ra con số gia tăng thuần 3.100 người từ tháng 7 năm 2011 đến tháng 6 năm 2012. So với Đại Manchester và Anh, Manchester có dân số trẻ hơn, có một nhóm tuổi 20-35 đặc biệt lớn. Có 76.095 sinh viên đại học và sau đại học tại Đại học Metropolitan Manchester, Đại học Manchester và Học viện Âm nhạc Hoàng gia miền Bắc trong niên khoá 2011/12.
Manchester có tỷ lệ cao người đồng tính. Trong số các hộ gia đình tại Manchester, 0,23% là các hộ gia đình đối tác dân sự đồng tính, so với trung bình toàn Anh là 0,16% vào năm 2011.
Về thành phần dân tộc, thành phố Manchester có tỷ lệ người ngoài nhóm da trắng cao nhất trong các huyện tại Đại Manchester. Thống kê từ điều tra nhân khẩu năm 2011 cho thấy rằng 66,7% dân số là người da trắng (59,3% người Anh Quốc da trắng, 2,4% người Ireland da trắng, 0,1% người Di-gan hoặc Ireland du cư, 4,9% các nhóm da trắng khác  theo tường thuật có trên 25.000 người Manchester có ít nhất một phần tổ tiên Ý và chiếm 5,5% dân số thành phố). 4,7% là người hỗn chủng (1,8% da trắng và Caribe da đen, 0,9% da trắng và châu Phi da đen, 1% da trắng và châu Á, 1% khác), 17,1% là người châu Á (2,3% người Ấn Độ, 8,5% người Pakistan, 1,3% người Bangladesh, 2,7% người Hoa, 2,3% các nhóm châu Á khác), 8,6% người da đen (5,1% châu Phi, 1,6% da đen khác), 1,9% người Ả Rập và 1,2% thuộc các di sản dân tộc khác.
Kidd xác định Moss Side, Longsight, Cheetham Hill, Rusholme là các trung tâm cư dân của các dân tộc thiểu số. Lễ hội của người Ireland tại Manchester, bao gồm diễu hành ngày thánh Patrick, là một trong các lễ hội lớn nhất châu Âu. Ngoài ra còn có phố người Hoa tồn tại từ lâu trong thành phố với số lượng đông đảo các nhà hàng phương Đông và siêu thị Trung Hoa. Khu vực cũng thu hút lượng lớn các lưu học sinh Trung Quốc đến thành phố, góp phần khiến Manchester có số lượng người Hoa lớn thứ ba tại châu Âu.

## Kinh tế
| Năm  | GVA (triệu bảng) | Tăng trưởng(%) |
| ---- | ---------------- | -------------- |
| 2002 | 24.011           | 03,8%          |
| 2003 | 25.063           | 04,4%          |
| 2004 | 27.862           | 011,2%         |
| 2005 | 28.579           | 02,6%          |
| 2006 | 30.384           | 06,3%          |
| 2007 | 32.011           | 05,4%          |
| 2008 | 32.081           | 00,2%          |
| 2009 | 33.186           | 03,4%          |
| 2010 | 33.751           | 01,7%          |
| 2011 | 33.468           | 00,8%          |
| 2012 | 34.755           | 03,8%          |
| 2013 | 37.560           | 09,6%          |

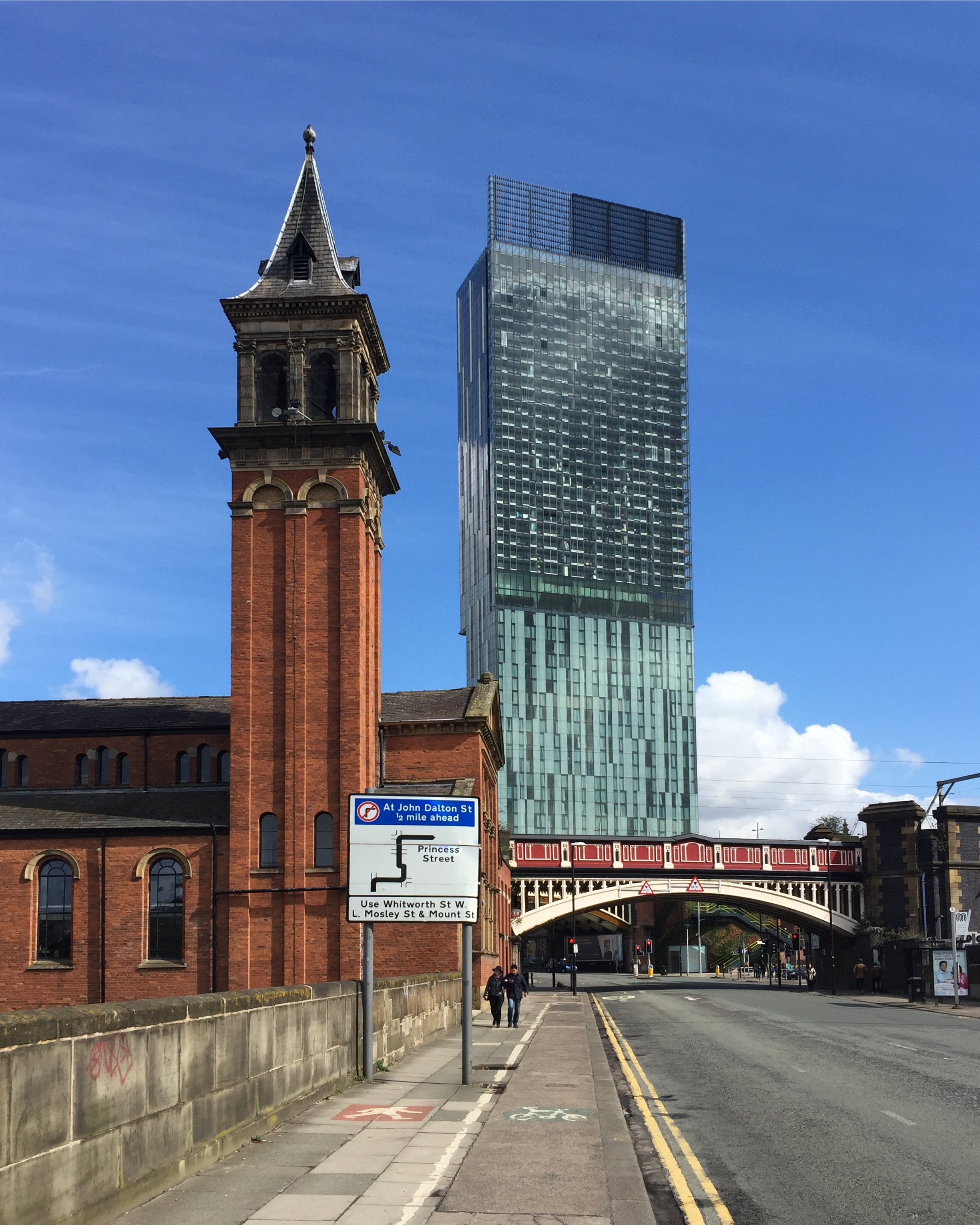
Tháp Beetham tại Manchester là toà nhà cao nhất tại Anh bên ngoài Luân Đôn.

Văn phòng Thống kê Quốc gia không đưa ra dữ liệu kinh tế cho riêng thành phố Manchester, mà là cho khu vực Greater Manchester South gồm thành phố và bốn khu tự quản vùng đô thị khác là Salford, Stockport, Tameside, Trafford, có tổng giá trị gia tăng GVA là 34,8 tỉ bảng vào năm 2012. Kinh tế tăng trưởng tương đối mạnh từ năm 2002 đến năm 2012, với tốc độ 2,3% và cao hơn trung bình toàn quốc. Với GDP 88,3 tỉ bảng (ước tính 2012, PPP) kinh tế vùng đại đô thị rộng hơn được xếp hạng ba tại Anh Quốc. Manchester được xếp hạng là thành phố thế giới cấp beta.
Do kinh tế Anh Quốc tiếp tục khôi phục sau khi trải qua suy thoái trong giai đoạn 2008–10, Manchester tương đối thuận lợi so với các vùng địa lý khác theo các số liệu gần đây. Năm 2012, số liệu cho thấy tăng trưởng hàng năm mạnh nhất về cổ phần doanh nghiệp (5%) so với các thành phố hạt nhân khác. Thành phố trải qua tăng trưởng tương đối đột ngột về số lượng doanh nghiệp tan rã, mức tăng lớn nhất trong số các thành phố hạt nhân, tuy nhiên điều này được bù đắp nhờ tăng trưởng mạnh về số doanh nghiệp mới, dẫn đến tăng trưởng thuần mạnh mẽ.
Ban lãnh đạo dân sự của Manchester có danh tiếng là nhạy bén kinh doanh. Thành phố sở hữu hai trong số bốn sân bay nhộn nhịp nhất toàn quốc và sử dụng nguồn thu từ chúng để tài trợ cho các dự án địa phương. Trong khi đó, báo cáo luân phiên cạnh tranh của KPMG chỉ ra rằng vào năm 2012 Manchester có chi phí thuế thấp thứ chín trong số các thành phố công nghiệp hoá trên thế giới, và việc uỷ thác ngân sách cho Manchester diễn ra sớm hơn so với tất cả các thành phố khác tại Anh Quốc, thành phố được giữ một nửa thuế phụ họ thu được từ đầu tư giao thông. Báo cáo của KPMG cũng cho thấy rằng Manchester là thành phố có giá cả phải chăng nhất châu Âu, xếp hạng tốt hơn một chút các thành phố Rotterdam và Amsterdam của Hà Lan.
Manchester là một thành phố tương phản, có một số khu phố thuộc hàng túng quẫn nhất hoặc giàu có nhất toàn quốc. Theo chỉ số tước đoạt đa chiều 2010, Manchester là hội đồng địa phương thiếu thốn thứ tư tại Anh. Tỷ lệ thất nghiệp giai đoạn 2012–13 trung bình là 11,9%, cao hơn trung bình toàn quốc, song thấp hơn một số thành phố lớn tương đương trong nước. Trên khía cạnh khác, Đại Manchester là nơi ở của nhiều triệu phú hơn bất kỳ nơi nào khác bên ngoài Luân Đôn tại Anh, trong đó thành phố Manchester chiếm hầu hết các tên tuổi. Năm 2013, Manchester xếp hạng sáu tại Anh Quốc về chất lượng sinh hoạt, trong một khảo sát về 12 thành phố lớn nhất Anh Quốc.
Nữ giới Manchester có tình trạng tốt hơn phần còn lại trong nước về bình đẳng tiền lương so với nam giới. Chênh lệnh tiền công giờ theo giới là 3,3%, so với 11,1% trên toàn Anh Quốc. 37% dân số trong độ tuổi lao động tại Manchester có trình độ bậc đại học so với trung bình 33% khắp các thành phố hạt nhân khác, song các trường học có thành tích kém hơn một chút so với trung bình toàn quốc.
Manchester có thị trường văn phòng lớn thứ nhì tại Anh Quốc sau Luân Đôn theo GVA Grimley, với mức hấp thụ văn phòng hàng quý (trung bình giai đoạn 2010–14) là khoảng 250.000 feet vuông (23.226 m²) tương đương với Leeds, Liverpool và Newcastle cộng lại và cao hơn 90.000 feet vuông so với kình địch trực tiếp nhất là Birmingham. Thị trường văn phòng mạnh mẽ tại Manchester góp phần dẫn đến 'Northshoring', (chơi chữ từ offshoring) nghĩa là di chuyển hoặc tạo việc làm thay thế xa khỏi miền nam Anh đã quá tải để đến các khu vực có không gian văn phòng có thể rẻ hơn và thị trường nguồn nhân lực có thể không bão hoà.

## Địa danh

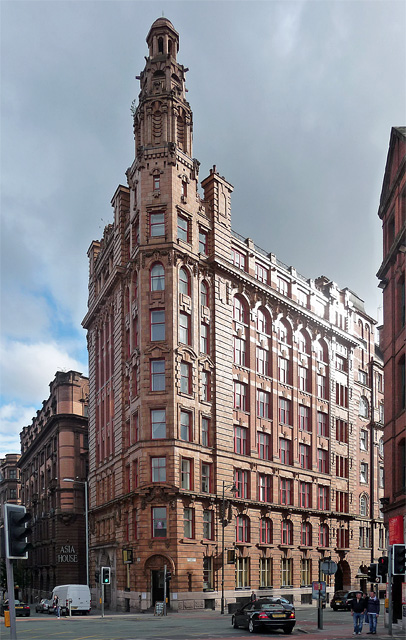
Lancaster House có kiến trúc tân baroque.

Các toà nhà tại Manchester thể hiện đa dạng các phong cách kiến trúc, thay đổi từ kiến trúc Victoria đến kiến trúc đương đại. Việc sử dụng phổ biến gạch đỏ tạo đặc trưng cho thành phố, phần lớn kiến trúc đó gợi lại những ngày thành phố là trung tâm toàn cầu về mậu dịch bông sợi. Ngay bên ngoài trung tâm thành phố là một lượng lớn các xưởng bông sợi cũ, một số trong đó gần như không được quan tâm đến từ khi chúng bị đóng cửa trong khi nhiều nơi có thể đã được tái phát triển thành các toà nhà căn hộ và không gian văn phòng. Toà thị chính Manchester nằm tại quảng trường Albert, nó được xây dựng theo phong cách Gothic phục hưng và được nhìn nhận là một trong các toà nhà thời Victoria quan trọng nhất tại Anh.
Manchester cũng có một số toà nhà cao tầng được xây dựng trong thập niên 1960 và 1970, cao nhất trong số chúng là tháp CIS nằm gần ga Manchester Victoria cho đến khi tháp Beetham được hoàn thành vào năm 2006; đây là một điển hình về làn sóng mới về toà nhà cao tầng và trong đó có một khách sạn Hilton, một nhà hàng và các căn hộ. Tháp Beetham vẫn là toà nhà cao nhất ngoài Luân Đôn tại Anh và được miêu tả là nhà cao tầng đích thực duy nhất tại Anh Quốc nằm bên ngoài thủ đô. The Green Building nằm đối diện với ga Oxford Road, là dự án toà nhà tiên phong về thân thiện, và gần đây hoàn thành One Angel Square, là một trong các toà nhà lớn bền vững nhất trên thế giới. Công viên Heaton tại phía bắc của thành phố là một trong các công viên đô thị lớn nhất tại châu Âu, có diện tích 250 ha đất công viên. Thành phố có 135 công viên, khu vườn, và không gian mở.
Hai quảng trường lớn có nhiều công trình kỷ niệm công cộng của Manchester. Quảng trường Albert có các công trình kỷ niệm Thân vương Albert, Giám mục James Fraser, Oliver Heywood, William Ewart Gladstone và John Bright. Piccadilly Gardens có các công trình kỷ niệm dành cho Victoria của Anh, Robert Peel, James Watt và Công tước xứ Wellington. Đài kỉ niệm tại quảng trường St Peter là công trình kỷ niệm chính tại Manchester về thiệt hại nhân mạng trong chiến tranh; Edwin Lutyens thiết kế công trình này sau khi ông thiết kế một bản gốc tại Whitehall, Luân Đôn. Tượng kỷ niệm Alan Turing tại công viên Sackville Park nhằm tưởng nhớ vai trò của ông đối với máy tính hiện đại. Một tượng lớn hơn người thật về Abraham Lincoln của George Gray Barnard tại quảng trường Lincoln (đặt nhiều năm tại Platt Fields) được tặng cho thành phố nhằm đánh dấu vai trò của Lancashire trong nạn khan hiếm bông và Nội chiến Mỹ năm 1861–1865. Một chiếc Concorde được trưng bày gần sân bay Manchester.
Manchester có sáu khu bảo tồn tự nhiên được định danh là công viên nước Chorlton, rừng Blackley, Clayton Vale và Chorlton Ees, Ivy Green, Boggart Hole Clough và công viên Highfield Country.

## Giao thông
Manchester-Liverpool Road là ga đường sắt được xây với mục đích chở khách và chở hàng đầu tiên trên thế giới, và giữ vai trò là điểm cuối Manchester trên tuyến đường sắt Liverpool và Manchester – tuyến đường sắt chở khách liên thành thị đầu tiên trên thế giới. Ngày nay thành phố có mạng lưới đường sắt phục vụ tốt, và nằm tại trung tâm một mạng lưới đường sắt toàn cấp hạt quy mô lớn, bao gồm West Coast Main Line với hai ga tuyến chính: Manchester Piccadilly và Manchester Victoria. Nhóm ga Manchester gồm có Manchester Piccadilly, Manchester Victoria, Manchester Oxford Road và Deansgate – là nhóm ga nhộn nhịp thứ tư tại Anh Quốc, với 41,7 triệu hành khách được ghi nhận vào năm 2013. Ngày 7 tháng 2 năm 2014, việc xây dựng dự án Northern Hub được khởi đầu tại ga đường sắt Manchester Airport, dự án nhằm mục tiêu tăng công suất và giảm thời gian hành trình trên khắp miền bắc của Anh. Dự án High Speed 2 liên kết đến Birmingham và Luân Đôn cũng được lập kế hoạch, theo dự án này sẽ có một đường hầm dài 12 km bên dưới Manchester để tiếp cận ga Piccadilly sẽ được nâng cấp.

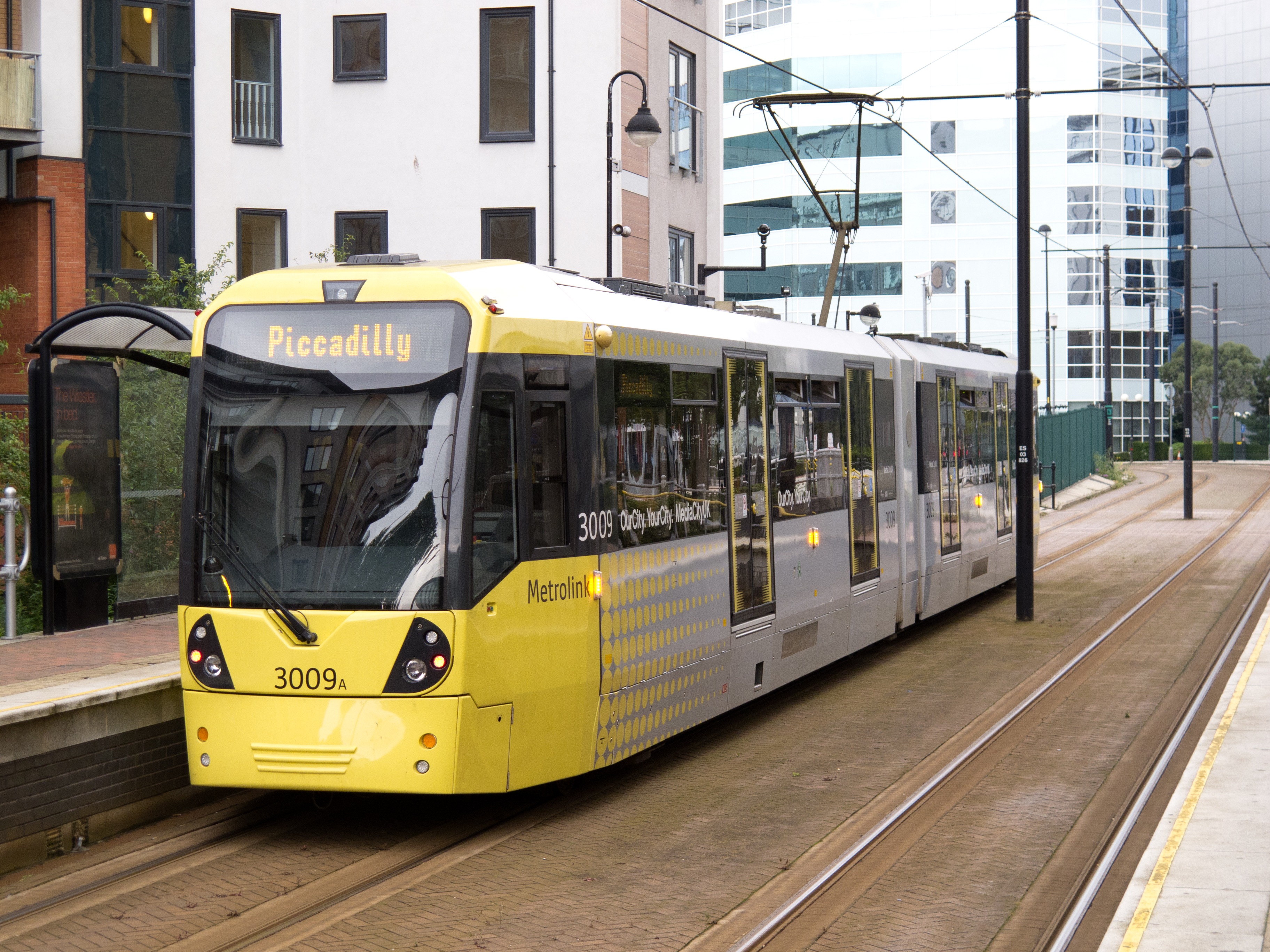
Manchester Metrolink là mạng lưới tàu điện lớn nhất tại Anh Quốc, có tổng chiều dài tuyến là 92 km.

Manchester là thành phố đầu tiên tại Anh Quốc có được hệ thống xe điện đường sắt nhẹ hiện đại, khi Manchester Metrolink khánh thành vào năm 1992. Năm 2016–17, 37,8 triệu lượt hành khách sử dụng mạng lưới này. Hệ thống hiện hầu hết chạy trên các tuyến đường sắt đô thị cũ được chuyển đổi sang sử dụng đường sắt nhẹ, và đi qua trung tâm thành phố qua các tuyến xe điện trên phố. Mạng lưới gồm có bảy tuyến với 93 điểm dừng. Một tuyến mới đến Trafford Centre được xây dựng và dự kiến khánh thành vào năm 2020. Trung tâm thành phố Manchester có có cả chục điểm trung chuyển chủ yếu phục vụ đường sắt nặng và nhẹ.
Manchester có một trong các mạng lưới xe buýt dày đặc nhất tại Anh bên ngoài Luân Đôn, có trên 50 công ty xe buýt hoạt động tại Đại Manchester toả ra từ thành phố. Năm 2011, 80% các hành trình giao thông công cộng tại Manchester sử dụng xe buýt, tổng số là 220 triệu hành trình hành khách bằng xe buýt mỗi năm. Sau khi giảm thiểu quy định vào năm 1986, hệ thống xe buýt được GM Buses tiếp quản, sau khi tư hữu hoá thì được phân thành GM Buses North và GM Buses South và tiếp đó chúng lần lượt được tiếp quản bởi First Greater Manchester và Stagecoach Manchester. First Greater Manchester cũng vận hành ba tuyến dịch vụ xe buýt miễn phí gọi là Metroshuttle, chúng vận chuyển 2,8 triệu lượt khách đi lại mỗi năm quanh các khu kinh doanh của Manchester. Stagecoach Manchester là công ty con lớn nhất của Stagecoach Group và điều hành khoảng 690 xe buýt.

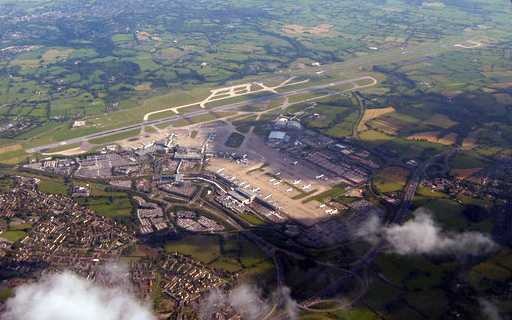
Sân bay Manchester là sân bay nhộn nhịp nhất bên ngoài Luân Đôn tại Anh Quốc.

Sân bay Manchester phục vụ Manchester cũng như cả Bắc Anh và Bắc Wales. Đây là sân bay nhộn nhịp thứ ba tại Anh Quốc và đứng thứ nhất bên ngoài khu vực Luân Đôn. Sân bay có các dịch vụ hàng không đến nhiều địa điểm tại châu Âu, Bắc Mỹ, Caribe, châu Phi, Trung Đông và châu Á. Một đường băng thứ nhì được khánh thành vào năm 2001 và tiếp tục có các cải thiện về nhà ga. Sân bay có các hãng hàng không hàng đầu, họ có thể vận hành các máy bay cỡ lớn như Airbus A380 và Boeing 747-8. Từ tháng 9 năm 2010, sân bay này trở thành một trong 17 sân bay trên thế giới và là sân bay duy nhất bên ngoài sân bay Heathrow tại Anh có hoạt động của Airbus A380.
Một sân bay nhỏ hơn là City Airport Manchester nằm cách trung tâm thành phố 9,3 km về phía tây. Đây là sân bay đô thị đầu tiên của Manchester và trở thành địa điểm có tháp điều khiển không lưu đầu tiên tại Anh Quốc, và là sân bay đô thị đầu tiên tại Anh Quốc được Bộ Hàng không cấp giấy phép. Hiện nay, các chuyến bay thuê bao và hàng không chung sử dụng sân bay này, nó cũng có một trường huấn luyện bay, và đơn vị hỗ trợ hàng không cảnh sát Đại Manchester cũng như cứu hộ hàng không North West đều có các trực thăng đặt tại sân bay nay.
Manchester có một mạng lưới kênh đào quy mô rộng, bao gồm kênh đào tàu thủy (Manchester Ship Canal) được xây dựng để phục vụ cho việc trở hàng từ thời cách mạng công nghiệp trở đi; các kênh đào vẫn được duy trì, song hiện phần lớn được chuyển hướng sang mục đích phục vụ thư giãn. Năm 2012, chính quyền phê chuẩn các kế hoạch nhằm giới thiệu dịch vụ taxi nước giữa trung tâm thành phố Manchester và MediaCityUK tại Salford Quays.

## Văn hoá

### Âm nhạc

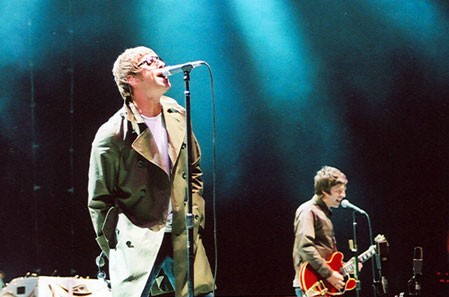
Anh em nhà Gallagher của ban nhạc Oasis

Các ban nhạc nổi lên từ sân khấu âm nhạc Manchester gồm có Oasis, The Smiths, Joy Division và nhóm kế thừa của nó là New Order, Buzzcocks, The Stone Roses, The Fall, 10cc, Godley & Creme, The Verve, Elbow, Doves, The Charlatans, M People, The 1975, Simply Red, Take That, Everything Everything và The Outfield. Manchester được cho là động lực chính đằng sau nhạc indie Anh trong thập niên 1980 dưới sự dẫn dắt của The Smiths, sau đó bao gồm cả The Stone Roses, Happy Mondays, Inspiral Carpets và James. Các nhóm sau đến từ thứ được gọi là sân khấu "Madchester" tập trung tại hộp đêm The Haçienda, Madchester do người sáng lập Factory Records là Tony Wilson phát triển. Mặc dù đến từ miền nam Anh, song The Chemical Brothers về sau hình thành tại Manchester. Cựu thủ lĩnh Smiths Morrissey có lời ca thường đề cập đến các địa điểm và văn hoá Manchester, về sau đạt được thành công quốc tế trong vai trò một nghệ sĩ đơn. Trước đó, những nghệ sĩ Manchester nổi tiếng trong thập niên 1960 gồm có The Hollies, Herman's Hermits, và Davy Jones của The Monkees (nổi tiếng vào giữa thập niên 1960 không chỉ nhờ các album của họ mà còn bởi các chương trình truyền hình của họ tại Mỹ) và trước đó là Bee Gees với các thành viên trưởng thành tại Chorlton. Ban nhạc đương đại nổi tiếng khác xuất thân từ Manchester là The Courteeners bao gồm Liam Fray và bốn người bạn thân.

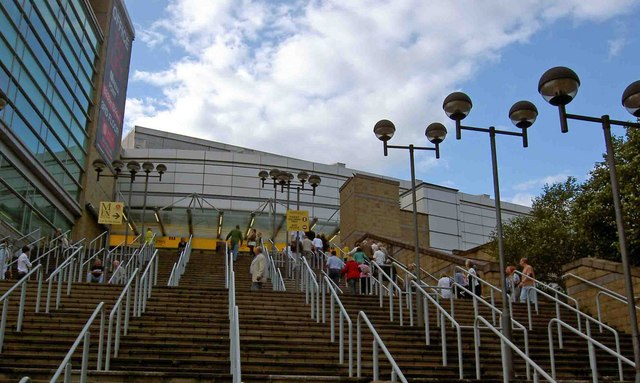
Manchester Arena, địa điểm ngoài trời đa mục đích hàng đầu của thành phố

Nơi tụ hội âm nhạc đại chúng chủ yếu của thành phố là Manchester Arena, từng được bình chọn là "địa điểm quốc tế của năm" vào năm 2007. Với trên 21.000 chỗ ngồi, đây là địa điểm lớn nhất về loại hình này tại châu Âu. Xét về số lượng tham gia nhạc hội, đây là địa điểm ngoài trời nhộn nhịp nhất trên thế giới, đứng trên Madison Square Garden tại New York và The O2 Arena tại Luân Đôn. Các địa điểm lớn khác gồm có Manchester Apollo, Albert Hall và Manchester Academy. Các địa điểm nhỏ hơn là Band on the Wall, the Night and Day Café, the Ruby Lounge, và The Deaf Institute.
Manchester có hai dàn nhạc giao hưởng là Hallé và BBC Philharmonic. Ngoài ra còn có một dàn nhạc thính phòng là Manchester Camerata. Trong thập niên 1950, thành phố là quê hương của cái gọi là "trường phái Manchester" gồm các nhà soạn nhạc cổ điển, với Harrison Birtwistle, Peter Maxwell Davies, David Ellis và Alexander Goehr. Manchester là một trung tâm về giáo dục âm nhạc, có Học viện Âm nhạc Hoàng gia Miền Bắc (RNCM) và Trường Âm nhạc Chetham. Các tiền thân của RNCM là Trường Âm nhạc Miền Bắc (thành lập năm 1920) và Học viện Âm nhạc Hoàng gia Manchester (thành lập năm 1893), chúng được hợp nhất vào năm 1973. Một trong các giảng viên và nghệ sĩ piano/người chỉ huy âm nhạc cổ điển đầu tiên tại RMCM, ngay sau khi trường thành lập là Arthur Friedheim (1859–1932), sau này thư viện âm nhạc tại Học viện Peabody tại Baltimore, Maryland, được đặt theo tên ông. Địa điểm âm nhạc cổ điển chính từng là Free Trade Hall trên phố Peter cho đến năm 1996, khi khánh thành Bridgewater Hall với 2.500 chỗ.
Âm nhạc đoàn kèn đồng là một truyền thống tại miền bắc nước Anh, nó là một bộ phận quan trọng trong di sản âm nhạc của Manchester; một số dàn nhạc hàng đầu của Anh Quốc như CWS Manchester Band và Fairey Band đến từ Manchester và các khu vực xung quanh, và cuộc thi dàn kèn đồng Whit Friday diễn ra thường niên tại các khu vực lân cận là Saddleworth và Tameside.

### Nghệ thuật trình diễn

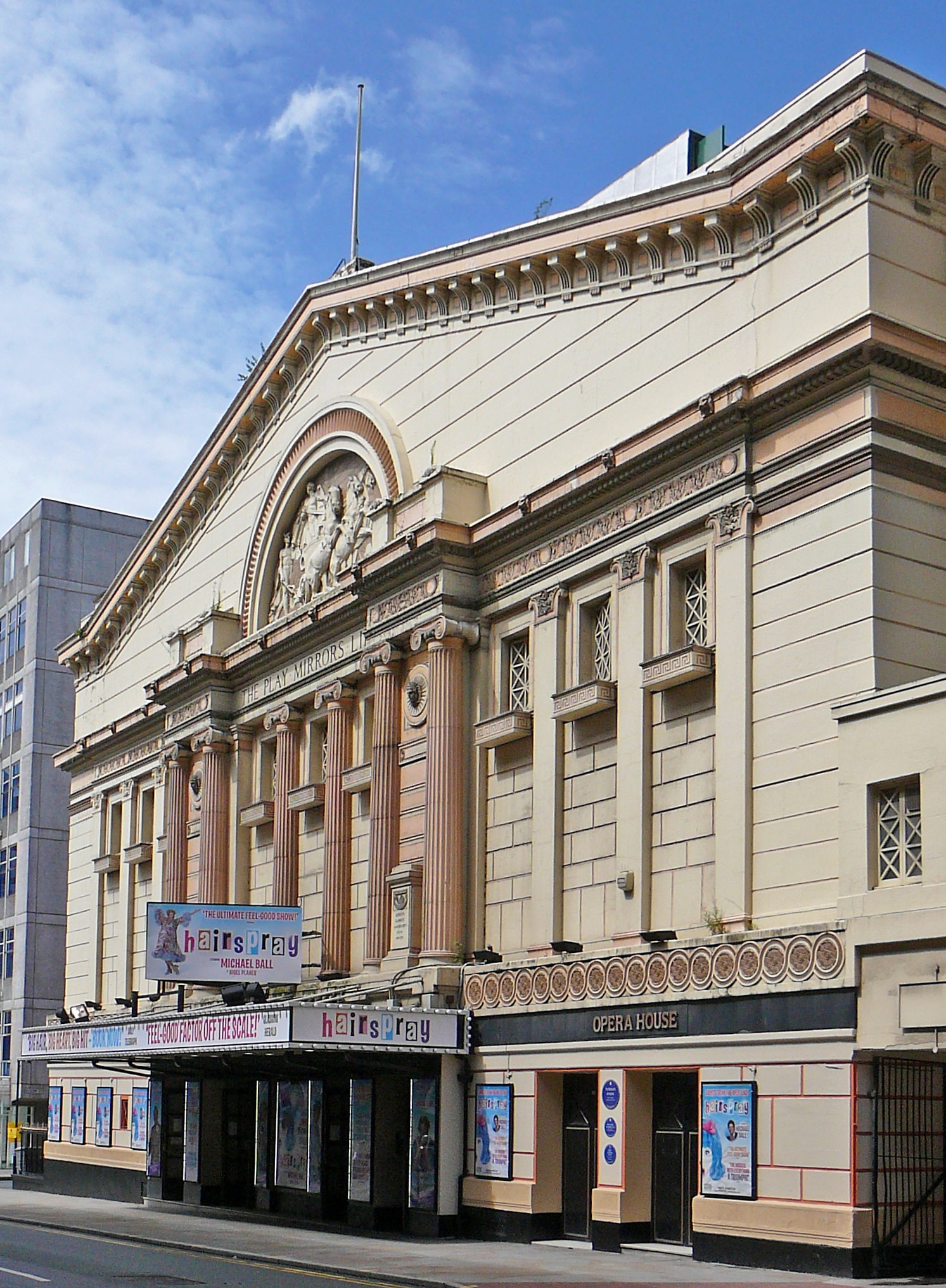
Nhà hát Opera là một trong các điểm sân khấu lớn nhất của Manchester

Manchester có một nền sân khấu phát triển mạnh, và có một lượng lớn các điểm trình diễn, như Nhà hát Opera Manchester có các tiết mục lưu diễn và tác phẩm West End quy mô lớn; Palace Theatre; và Royal Exchange Theatre tại sàn giao dịch bông sợi cũ của Manchester là không gian sân khấu ngoài trời lớn nhất tại Anh Quốc.
Các không gian trình diễn nhỏ hơn gồm có Contact Theatre và Z-arts tại Hulme. Dancehouse trên đường Oxford dành cho các tác phẩm vũ đạo. Năm 2014, tổ hợp nghệ thuật HOME được khánh thành tại thành phố, nó có hai không gian sân khấu, năm rạp chiếu phim và một không gian trưng bày nghệ thuật, nó thay thế cho Cornerhouse và The Library Theatre.
Kể từ năm 2007, thành phố tổ chức Lễ hội Quốc tế Manchester, đây là một lễ hội nghệ thuật được tổ chức hai năm một lần, tập trung riêng cho tác phẩm mới nguyên bản. Trong phát biểu mùa thu năm 2014, Bộ trưởng Tài chính George Osborne công bố cấp 78 triệu bảng để tài trợ cho một "không gian nghệ thuật quy mô lớn, cực kỳ linh hoạt" mới cho thành phố. Sau đó, hội đồng tuyên bố rằng họ đã đảm bảo được thêm 32 triệu bảng từ "các nguồn khác nhau", Địa điểm trị giá 110 triệu bảng được xác nhận vào tháng 7 năm 2016.:13–14 Sân khấu này được gọi là The Factory theo tên hãng thu âm Factory Records của Manchester, sẽ cung cấp một địa điểm cố định cho Lễ hội Quốc tế Manchester, nó được dự kiến khánh thành vào cuối năm 2019.:15

### Bảo tàng và nhà triển lãm

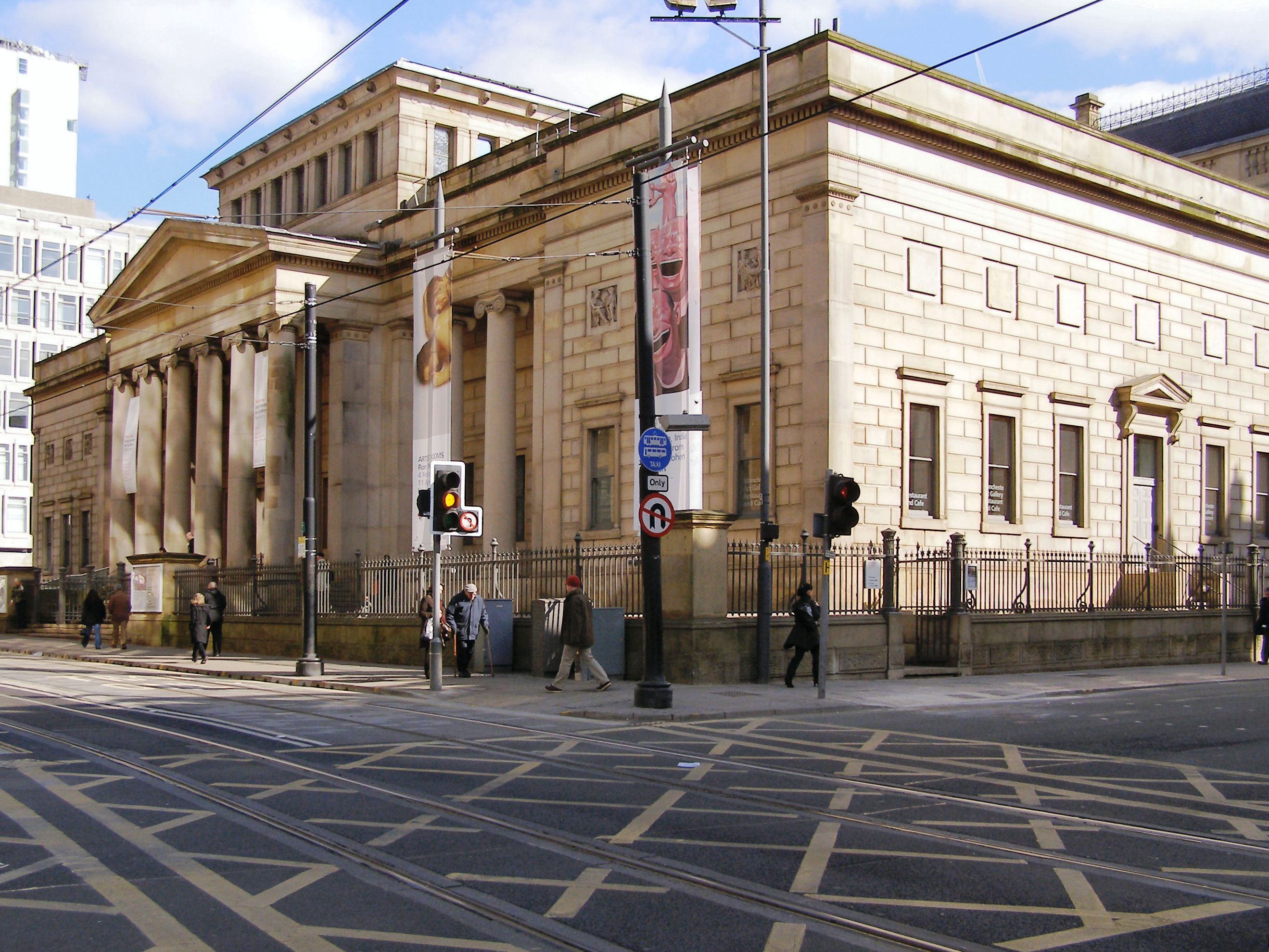
Nhà trưng bày Nghệ thuật Manchester

Các bảo tàng tại Manchester chủ yếu trưng bày kỷ niệm về lịch sử La Mã, di sản công nghiệp phong phú và vai trò của thành phố trong cách mạng công nghiệp, ngành công nghiệp dệt, phong trào công đoàn, quyền bầu cử của nữ giới và thành tích bóng đá tại địa phương. Một phần tái tạo đồn luỹ La Mã Mamucium được mở cửa cho công chúng tại Castlefield. Bảo tàng Khoa học và Công nghiệp nằm trên địa điểm trước đây là ga đường sắt Liverpool Road, có một bộ sưu tập lớn các đầu máy hơi nước, máy móc công nghiệp, máy bay và một mô hình về chương trình máy tính lưu trữ đầu tiên trên thế giới (gọi là The Baby). Bảo tàng giao thông trưng bày một bộ sưu tập các xe buýt và xe điện lịch sử. Trafford Park thuộc khu phố lân cận Trafford là nơi có Bảo tàng Chiến tranh Đế quốc miền Bắc. Bảo tàng Manchester mở cửa cho công chúng vào năm 1880, có các bộ sưu tập đáng chú ý về Ai Cập học và lịch sử tự nhiên.
Phòng triển lãm nghệ thuật Manchester trên phố Mosley có một bộ sưu tập về hội họa châu Âu, và có một trong các bộ sưu tập quan trọng nhất Anh Quốc về hội họa tiền Raffaello. Tại phía nam thành phố có Phòng triển lãm nghệ thuật Whitworth, trưng bày mỹ thuật hiện đại, điêu khắc và dệt vải và được bình chọn là bảo tàng của năm vào năm 2015. Các không gian và bảo tàng trưng bày khác tại Manchester gồm có Islington Mill tại Salford, Bảo tàng Bóng đá Quốc gia tại Urbis, Phòng triển lãm Castlefield, Phòng triển lãm Phong tục Manchester tại Platt Fields Park, Bảo tàng Lịch sử nhân dân và Bảo tàng Do Thái Manchester.
Họa sĩ L. S. Lowry sinh tại Stretford, nổi tiếng với các bức hoạ "que diêm" về Manchester và Salford công nghiệp, có thể trông thấy các tác phẩm của ông tại các phòng triển lãm trong thành phố, trung tâm nghệ thuật the Lowry tại Salford Quays (tại khu tự quản đô thị Salford lân cận) dành một khu trưng bày thường xuyên cỡ lớn cho các tác phẩm của ông.

### Văn học

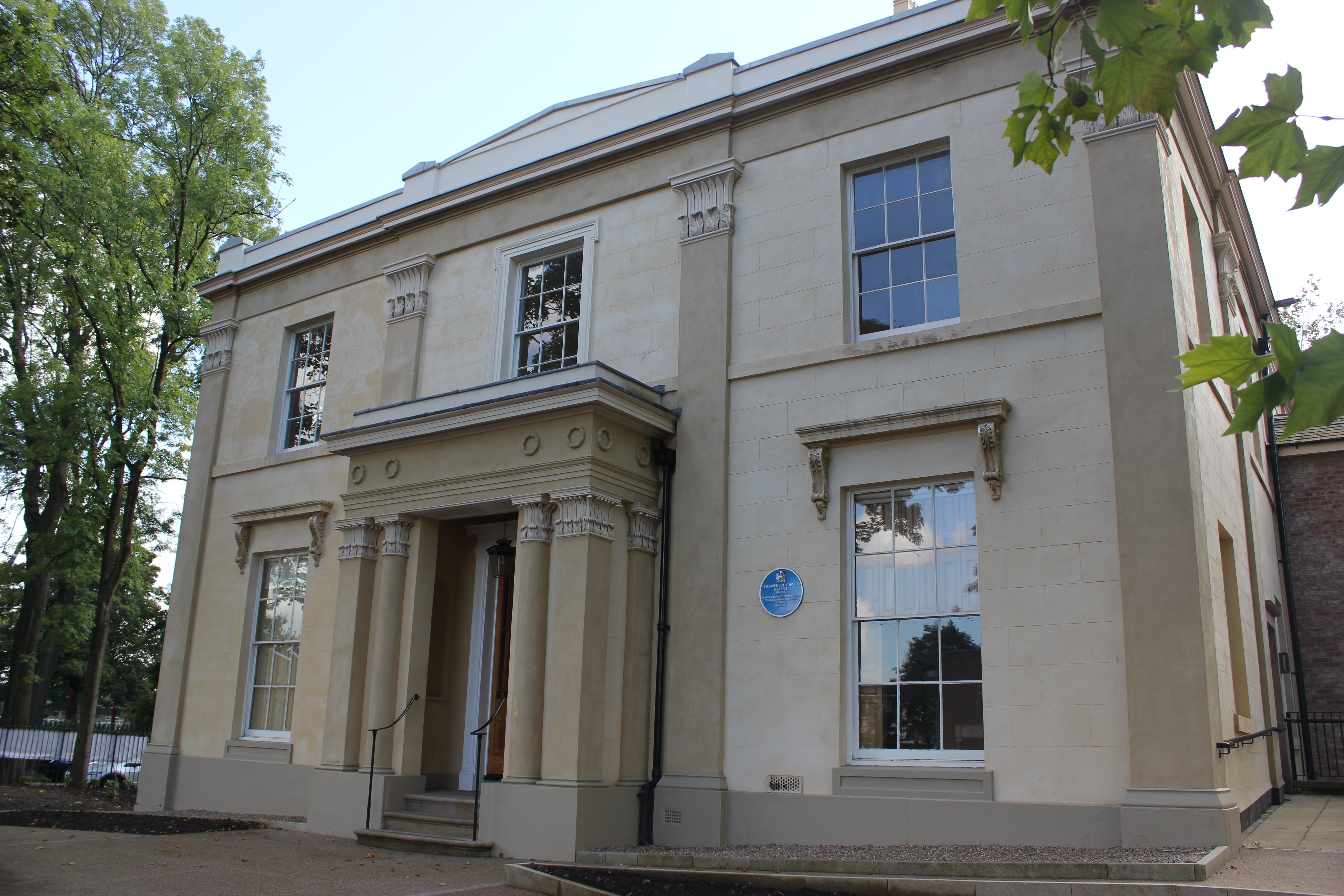
Nhà Gaskell là nơi Elizabeth Gaskell viết hầu hết các tiểu thuyết của bà. Ngôi nhà hiện là một bảo tàng.

Manchester nổi tiếng vì sở hữu "lịch sử văn học cấp tiến". Trong thế kỷ 19, Manchester được mô tả trong các tác phẩm nêu bật những thay đổi mà công nghiệp hoá đem đến tại Anh. Chúng gồm có tiểu thuyết Mary Barton: A Tale of Manchester Life (1848) của Elizabeth Gaskell, và các nghiên cứu như Tình cảnh giai cấp công nhân Anh do Friedrich Engels viết khi ông sống và làm việc tại Manchester. Manchester là nơi tụ họp của Engels và Karl Marx. Hai người bắt đầu viết Tuyên ngôn của Đảng Cộng sản tại Thư viện Chetham. Thư viện này được thành lập vào năm 1653 và được cho là thư viện công cộng lâu năm nhất tại thế giới Anh ngữ. Tại những nơi khác trong thành phố, Thư viện John Rylands có một bộ sưu tập đồ sộ các bức hoạ thời kỳ đầu. Rylands Library Papyrus P52 được cho là di vật sớm nhất của văn bản Tân Ước, được trưng bày thường xuyên tại thư viện.
Charles Dickens được cho là đã đặt tiểu thuyết Hard Times trong bối cảnh thành phố, và trong khi nó được mô phỏng một phần về Preston, thì vẫn thể hiện ảnh hưởng từ người bạn Mrs Gaskell của ông. Gaskell viết toàn bộ các tiểu thuyết của bà trong dinh thự của bà tại Plymouth Grove, với ngoại lệ là Mary Barton. Nhà của Gaskell nhiều lần đón tiếp các tác giả có ảnh hưởng như Dickens, Charlotte Brontë, Harriet Beecher Stowe và Charles Eliot Norton. Nó hiện được mở cửa trong vai trò một bảo tàng văn học. Cũng có liên hệ mật thiết với thành phố là nhà thơ và tiểu thuyết thời kỳ Victoria Isabella Banks, nổi tiếng nhất vì tiểu thuyết The Manchester Man vào năm 1876. Tác giả người Anh-Mỹ Frances Hodgson Burnett sinh ra tại khu Cheetham Hill của thành phố vào năm 1849, và viết phần lớn tiểu thuyết thiếu nhi cổ điển The Secret Garden khi đến công viên Buile Hill thuộc Salford lân cận. Manchester cũng là nơi nữ văn sĩ Charlotte Brontë bắt đầu viết tiểu thuyết Jane Eyre vào năm 1846, tại một quán bar nhỏ ở quận Hulmes (gần Đại học Manchester ngày nay).

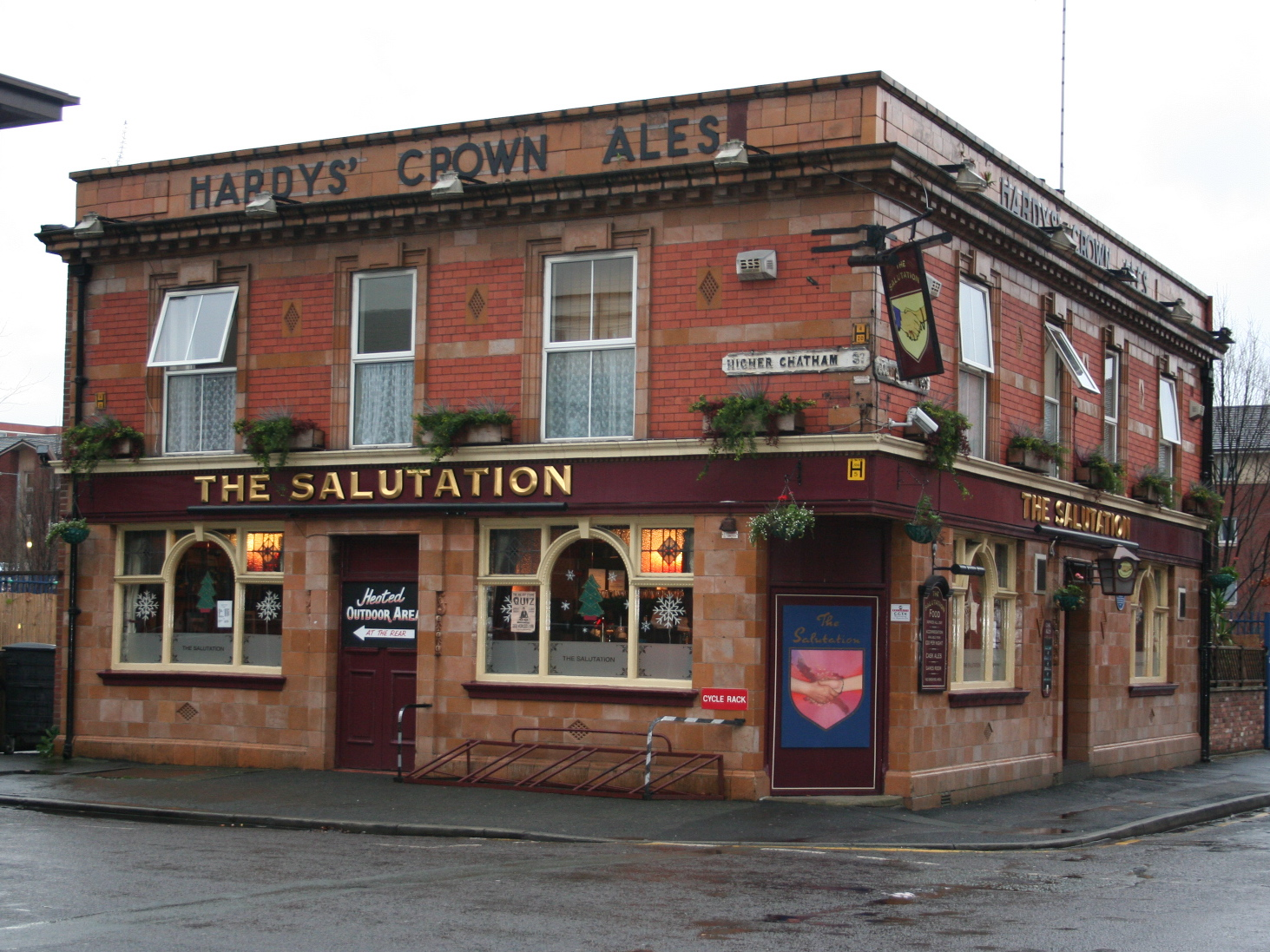
Quán rượu The Salutation ở quận Hulmes, Manchester, nơi nữ sĩ Brontë bắt đầu viết tiểu thuyết nổi tiếng Jane Eyre vào năm 1846.

Anthony Burgess nằm trong số các nhà văn thế kỷ 20 chọn sống tại Manchester, ông viết tiểu thuyết châm biếm phản địa đàng A Clockwork Orange vào năm 1962. Carol Ann Duffy từng đạt Giải thưởng Nhà thơ Anh Quốc, bà chuyển đến thành phố vào năm 1996.

### Cuộc sống về đêm

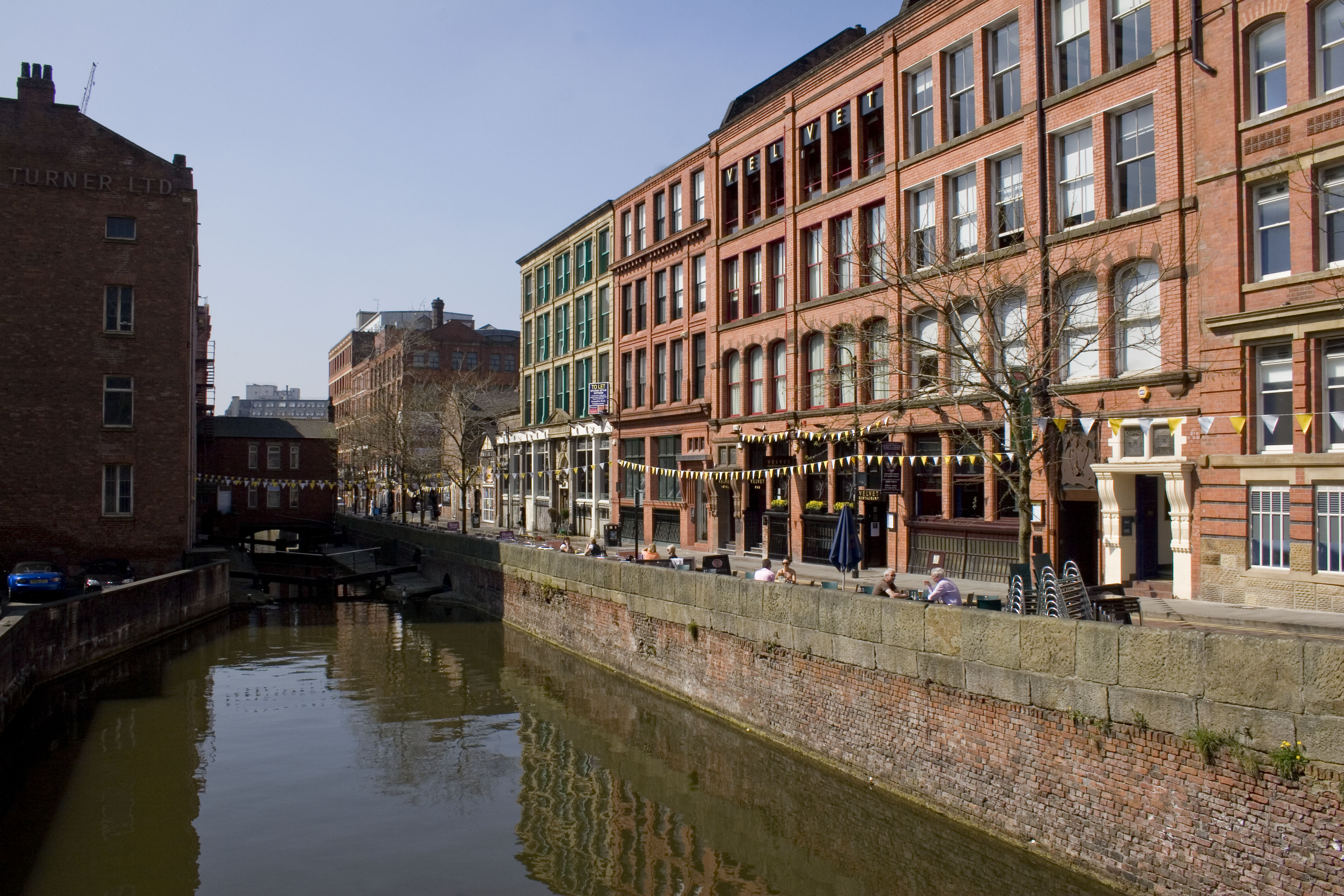
Đường Canal, một trong những địa điểm về đêm sống động nhất của Manchester, một phần của ngôi làng đồng tính nam của thành phố

Kinh tế ban đêm của Manchester được mở rộng đáng kể từ khoảng năm 1993, với vốn đầu tư từ nơi ủ bia trong các quán bar, quán rượu và câu lạc bộ, cùng với hỗ trợ tích cực từ nhà cầm quyền địa phương. Có trên 500 cơ sở có giấy phép tại trung tâm thành phố có năng lực phục vụ 250.000 du khách, với 110–130.000 người đến vào một đêm cuối tuần bình thường. Kinh tế ban đêm có giá trị khoảng 100 triệu bảng và tạo 12.000 việc làm.
Sân khấu Madchester trong thập niên 1980 là bệ phóng cho các nhóm nhạc New Order, The Smiths, The Stone Roses, Happy Mondays, Inspiral Carpets, 808 State, James và The Charlatans, nó có cơ sở là các câu lạc bộ như The Haçienda. Giai đoạn này là chủ đề trong phim 24 Hour Party People. Nhiều câu lạc bộ lớn vào đương thời phải chịu đựng các vấn đề với tội phạm có tổ chức. Sau một loạt xô xát bạo lực liên quan đến ma tuý, Haçienda bị đóng cửa vào năm 1998.

### Làng đồng tính nam
Các pub trong khu vực Canal Street đã có một nhóm khách hàng LGBTQ + kể từ ít nhất là năm 1940, và hiện là trung tâm của cộng đồng LGBTQ + của Manchester. Kể từ khi mở các quán bar và câu lạc bộ mới, khu vực này thu hút 20.000 du khách mỗi cuối tuần và đã tổ chức một lễ hội nổi tiếng, Manchester Pride, mỗi tháng 8 kể từ năm 2003

## Giáo dục

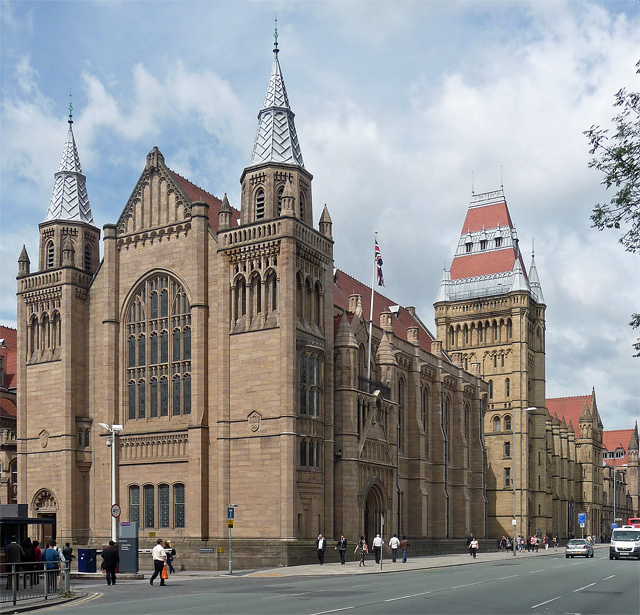
Hội trường Whitworth tại Đại học Manchester, với khoảng 40.000 sinh viên đây là đại học lớn nhất tại Anh Quốc về tuyển sinh.

Thành phố Manchester có ba trường đại học: Đại học Manchester, Đại học Metropolitan Manchester và Học viện Âm nhạc Hoàng gia Miền Bắc. Đại học Manchester là đại học phi đoàn thể lớn nhất tại Anh Quốc và được thành lập vào năm 2004 khi hợp nhất Đại học Victoria Manchester thành lập từ 1904 và UMIST thành lập từ 1824, song biểu trưng của đại học này thể hiện tuyên bố nó được thành lập vào năm 1824. Đại học Manchester bao gồm Trường Kinh doanh Manchester, trường này cung cấp khoá học thạc sĩ quản trị kinh doanh đầu tiên tại Anh Quốc vào năm 1965. Đại 
học Metropolitan Manchester được thành lập với tên gọi Manchester Polytechnic dựa trên sáp nhập của ba trường cao đẳng vào năm 1970. Trường đạt được vị thế đại học vào năm 1992, và trong cùng năm nó sáp nhập Cao đẳng Giáo dục bậc cao Crewe and Alsager tại South Cheshire. Đại học Luật (ULaw) là bên cung ứng lớn nhất đào tạo tư pháp chuyên nghiệp tại châu Âu, họ có một khu trường sở tại thành phố.
Ba trường đại học tập hợp quanh đường Oxford về phía nam của trung tâm thành phố, tạo thành khu giáo dục đại học đô thị lớn nhất châu Âu. Tổng cộng các trường có 76.025 sinh viên bậc đại học vào năm 2015, song gần 6.000 trong số đó học tại các khu trường sở của Đại học Metropolitan Manchester tại Crewe và Alsager thuộc Cheshire.
Một trong các trường trung học nổi tiếng nhất tại Manchester là Trường Ngữ pháp Manchester. Trường này được thành lập vào năm 1515, với vị thế là một trường ngữ pháp tự do nằm cạnh nơi mà nay là Nhà thờ chính toà, vào năm 1931 nó chuyển đến Old Hall Lane tại Fallowfield, nam Manchester, để đáp ứng số học sinh gia tăng. Trong giai đoạn hậu chiến, nó là một trường ngữ pháp trợ cấp trực tiếp (tức nhận tài trợ một phần của nhà nước), song chuyển sang tình trạng độc lập vào năm 1976 sau khi bãi bỏ hệ thống trợ cấp trực tiếp. Cơ sở trước đây của trường nay do Trường Âm nhạc Chẹtham sử dụng.
Năm 2010, Nhà đương cục giáo dục địa phương (LEA) Manchester xếp hạng cuối trong số mười nhà đương cục của Đại Manchester – và đứng thứ 147/150 trên toàn quốc– dựa trên tỷ lệ học sinh đạt được ít nhất là năm điểm A*-C trong kỳ thi lấy bằng trung học phổ thông (GCSE) bao gồm toán và tiếng Anh (38,6% so với trung bình toàn quốc là 50,7%). LEA cũng có tỉ lệ học sinh vắng mặt hàng ngày cao nhất. Trong các trường của LEA có từ 30 học sinh trở lên, bốn trường có từ 90% học sinh đạt ít nhất 5 điểm A*–C tại GCSE bao gồm toán và tiếng Anh: (Trường Trung học Nữ sinh Manchester, Cao đẳng St Bede, Trường Trung học Hồi giáo Nữ sinh Manchester, và Trường Trung học The King David High School) trong khi ba trường có từ 25% trở xuống (Cao đẳng Nghệ thuật Plant Hill, Trường Trung học Nam sinh North Manchester, Trường Trung học và Cao đẳng Thể thao Brookway).

## Thể thao
Manchester có tiếng là thành phố của thể thao. Hai câu lạc bộ thi đấu tại Giải bóng đá Ngoại hạng Anh mang tên thành phố, đó là Manchester United và Manchester City. Manchester United thi đấu các trận sân nhà tại Old Trafford, thuộc khu tự quản Trafford lân cận thành phố và thuộc Đại Manchester, đây là sân đấu bóng đá cấp câu lạc bộ lớn nhất tại Anh Quốc. Sân nhà của câu lạc bộ Manchester City là sân vận động Thành phố Manchester (còn gọi là sân vận động Etihad vì lý do tài trợ); sân cũ của họ là Maine Road bị phá huỷ vào năm 2003. Sân vận động Thành phố Manchester ban đầu được xây dựng chủ yếu là nhằm phục vụ thi đấu điền kinh tại Đại hội Thể thao Thịnh vượng chung năm 2002 và sau đó được định hình lại thành một sân vận động bóng đá trước khi Manchester City đến. Manchester tổ chức các trận đấu quốc nội, châu lục và quốc tế tại các sân vận động Fallowfield, Maine Road, Old Trafford và Thành phố Manchester. Các giải đấu được tổ chức tại thành phố bao gồm Giải vô địch bóng đá thế giới (1966), Giải vô địch bóng đá châu Âu (1996), Thế vận hội (2012), chung kết Giải bóng đá vô địch các câu lạc bộ châu Âu (2003), chung kết UEFA Cup (2008), bốn trận chung kết FA Cup (1893, 1911, 1915, 1970) và ba trận chung kết Cúp Liên đoàn Anh (1977, 1978, 1984).
Manchester xây dựng cơ sở hạ tầng thể thao hạng nhất để phục vụ Đại hội Thể thao Thịnh vượng chung 2002, trong đó có sân vận động Thành phố Manchester, Trung tâm Bóng quần Quốc gia và Trung tâm Thể thao dưới nước Manchester. Manchester từng hai lần ứng cử đăng cai Thế vận hội, song thất bại trước Atlanta vào năm 1996 và Sydney vào năm 2000. Trung tâm Đạp xe Quốc gia có một sân đua xe đạp, BMX Arena và xe đạp địa hình mô phỏng và là trụ sở của British Cycling, UCI ProTeam Team Sky và Sky Track Cycling. Sân đua xe đạp Manchester được xây dựng nằm trong kế hoạch ứng cử Thế vận hội 2000 và trở thành một chất xúc tác cho thành công của Anh Quốc ở môn đua xe đạp. Sân đua xe đạp này tổ chức giải vô địch thế giới UCI Track đến lần thứ ba vào năm 2008. National Indoor BMX Arena (2.000 chỗ ngồi) lân cận với sân đua xe đạp được khánh thành vào năm 2011. Manchester Arena tổ chức giải vô địch bơi thế giới FINA vào năm 2008. Câu lạc bộ cricket Manchester tiến triển thành câu lạc bộ cricket hạt Lancashire và thi đấu tại sân cricket Old Trafford. Manchester cũng tổ chức giải vô địch bóng quần thế giới vào năm 2008, và tổ chức giải vô địch Lacrosse thế giới vào năm 2010. Các sự kiện thể thao gần đây được tổ chức tại Manchester là Ashes series 2013, giải rugby league thế giới 2013 và giải rugby thế giới 2015.

## Truyền thông
Truyền hình Granada thuộc nhượng quyền của ITV có một phần trụ sở tại địa điểm xưởng phim Granada cũ trên phố Quay, và địa điểm mới tại MediaCityUK nằm trong bước đầu kế hoạch của họ nhằm chuyển đến Salford Quays. ITV Granada sản xuất phim Coronation Street, cùng các tin tức và chương trình địa phương cho vùng North West England. Mặc dù sức ảnh hưởng đã giảm đi song Granada được miêu tả là 'công ty truyền hình thương mại tốt nhất trên thế giới'.
Manchester có một trong ba trung tâm chính của BBC tại Anh. Các chương trình do trung tâm này sản xuất gồm có Mastermind, và Real Story, tại New Broadcasting House. Loạt phim Cutting It được dựng tại Northern Quarter của thành phố và The Street được dựng tại Manchester giống như Life on Mars. Phiên bản đầu tiên của Top of the Pops được phát sóng từ một studio tại Rusholme vào năm mới năm 1964. Manchester có căn cứ khu vực cho các chương trình vùng Tây Bắc của BBC One trước khi họ dời đến MediaCityUK thuộc Salford Quays lân cận. Kênh truyền hình của Manchester là Channel M thuộc sở hữu của Guardian Media Group hoạt động từ năm 2000 song đóng cửa vào năm 2012. Manchester cũng có hai kênh truyền hình internet: Quays News và Manchester.tv.

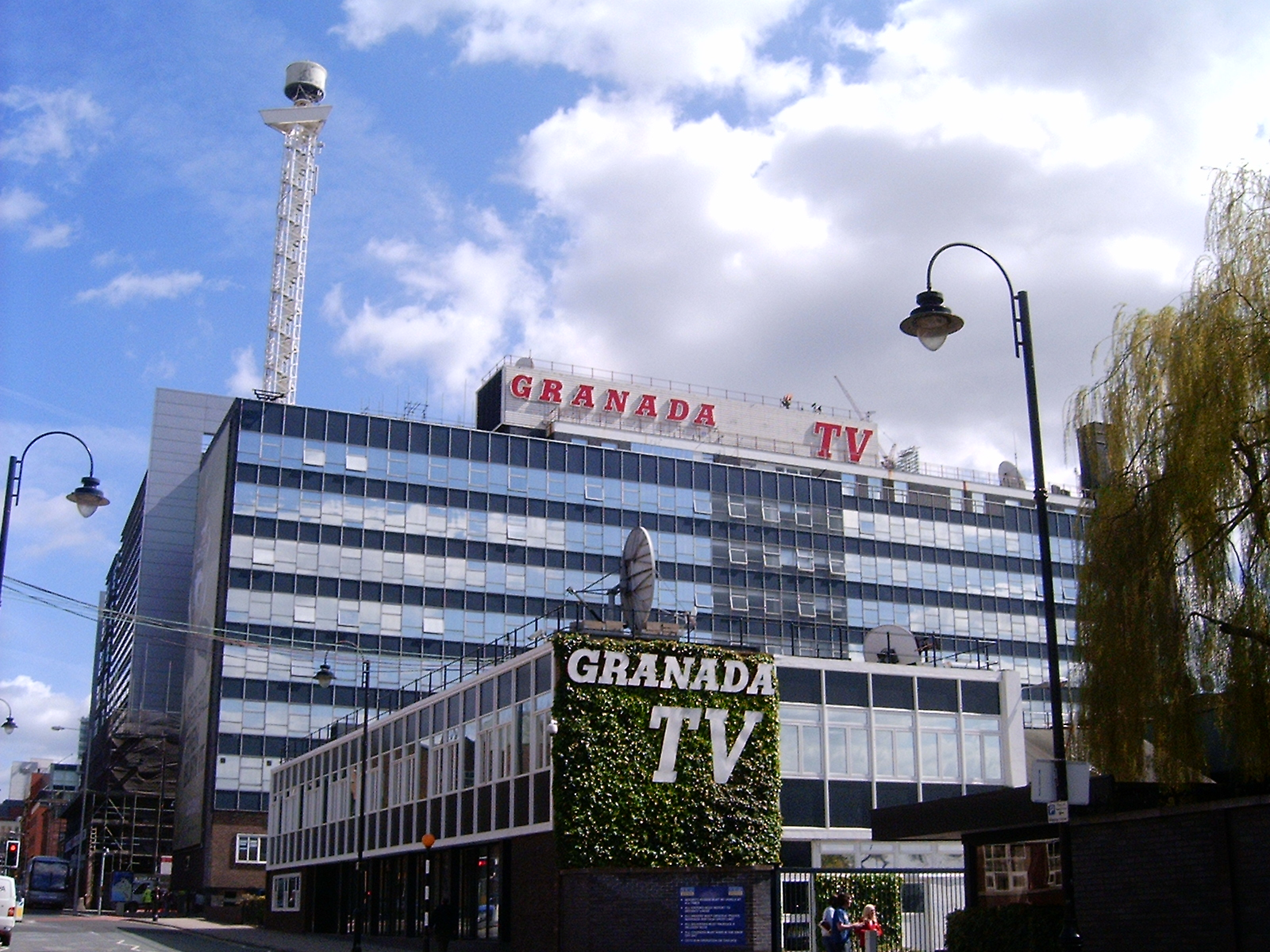
Xưởng phim Granada là trụ sở của Truyền hình Granada

Thành phố có nhiều đài phát thanh địa phương nhất trong các địa phương Anh nằm ngoài Luân Đôn, trong đó có BBC Radio Manchester, Key 103, Galaxy, Piccadilly Magic 1152, Real Radio North West, 100.4 Smooth FM, Capital Gold 1458, 96.2 The Revolution, NMFM (North Manchester FM) và Xfm. Các đài phát thanh cho sinh viên gồm có Fuse FM tại Đại học Manchester và MMU Radio tại Đại học Metropolitan Manchester. Một mạng lưới đài phát thanh cộng đồng được phối hợp với Radio Regen, có các đài bao phủ Ardwick, Longsight và Levenshulme (All FM 96.9) và Wythenshawe (Wythenshawe FM 97.2). Các đài phát thanh đã ngưng sóng là Sunset 102 (trở thành Kiss 102 rồi Galaxy Manchester), và KFM (trở thành Signal Cheshire rồi Imagine FM). Các đài này và các đài phát thanh tư nhân giữ một vai trò quan trọng trong văn hoá nhạc house của thành phố, sân khấu Madchester.
The Guardian được thành lập vào năm 1821 với tên gọi The Manchester Guardian. Văn phòng đầu não của cơ quan báo chí này vẫn nằm tại thành phố, song nhiều chức năng quản lý đã chuyển đến Luân Đôn vào năm 1964. Tờ báo anh em của nó là Manchester Evening News có lượng phát hành lớn nhất trong số các báo ban đêm có quy mô khu vực tại Anh. Báo này miễn phí tại trung tâm thành phố vào thứ 5 và 6, song phải trả tiền tại vùng ngoại ô. Mặc dù có tên như vậy song nó sẵn bán suốt ngày. Metro North West có sẵn và miễn phí tại các điểm dừng Metrolink, ga đường sắt và các địa điểm nhộn nhịp khác. Tập đoàn MEN phân phối một số báo miễn phí địa phương ra hàng tuần. Trong nhiều năm, hầu hết các báo chí quốc gia có văn phòng tại Manchester: The Daily Telegraph, Daily Express, Daily Mail, The Daily Mirror, The Sun. Chỉ có The Daily Sport nay vẫn có cơ sở tại Manchester. Tại thời đỉnh cao, có 1.500 nhà báo làm việc tại thành phố, song vào thập niên 1980 các văn phòng bắt đầu đóng cửa và ngày nay "phố Fleet thứ nhì" không còn nữa. Một nỗ lực nhằm lập ra một nhật báo miền bắc mang tên North West Times, tuyển dụng các nhà báo dư thừa từ các báo khác, song đóng cửa vào năm 1988. Một nỗ lực khác được tiến hành với North West Enquirer, được kỳ vọng là tạo ra một tờ báo "khu vực" đích thực cho vùng North West, giống như Yorkshire Post cho Yorkshire hoặc The Northern Echo cho North East; song nó thất bại vào năm 2006.

## Đối ngoại
Manchester có các hiệp định kết nghĩa hoặc hữu nghị chính thức với một vài địa phương. Ngoài ra, Hội đồng Anh duy trì một trung tâm vùng đô thị tại Manchester.
- Amsterdam, Hà Lan
- Aydın, Thổ Nhĩ Kỳ
- Bilwi, Nicaragua
- Chemnitz, Đức (1983)
- Córdoba, Tây Ban Nha
- Leskovac, Serbia
- Faisalabad, Pakistan (1997)
- Los Angeles, Hoa Kỳ (2009)
- Osaka, Nhật Bản
- Saint Petersburg, Nga (1962)
- Wuhan, Trung Quốc (1986)

Manchester có số lượng lãnh sự lớn nhất tại Anh Quốc bên ngoài Luân Đôn, thành phố mở rộng các liên kết giao thương quốc tế trong cách mạng công nghiệp, dẫn đến đón tiếp các lãnh sự đầu tiên vào thập niên 1820 và kể từ đó đã có hàng trăm lãnh sự từ khắp thế giới làm nhiệm vụ tại Manchester. Manchester có dịch vụ lãnh sự cho hầu hết Bắc Anh.